# Милюков, Александр Петрович
Алекса́ндр Петро́вич Милюко́в (30 июля [11 августа] 1816, Козлов, Тамбовская губерния — 6 [18] февраля 1897, Санкт-Петербург) — русский писатель, литературный критик, журналист, главный идеолог и фактический руководитель журнала «Светоч», мемуарист. Педагог, историк литературы, путешественник, библиограф

, профессор. Друг М. М. Достоевского и Ф. М. Достоевского, принимавший активное участие в литературной жизни России 1840—1880-х гг.; прототип С. В. Липутина, персонажа романа «Бесы». Петрашевец-фурьерист, примыкавший к умеренному крылу движения (С. Ф. Дуров, А. Н. Плещеев). Многочисленные работы Милюкова отличаются самостоятельностью, глубиной и убедительностью аргументации, имеют много ценных наблюдений и выдержали испытание временем.
Самая крупная критическая работа, «Очерк истории русской поэзии», в середине XIX столетия выдержала три издания и в течение полувека служила пособием по курсу русской критики для студентов филологических факультетов.

## Биография
Александр Милюков был сыном московского мещанина. Родился 30 июля (11 августа) 1816 года в Козлове (Тамбовская губерния). При поступлении в гимназию отцу Милюкова пришлось выкупить сына из мещанского общества, единовременно выплатив сумму, превышавшую его годовой доход. Александр поступил в московскую гимназию, по окончании которой, в 1839 году, поступил на историко-филологический факультет Санкт-Петербургского университета. Гимназическим годам посвящены воспоминания Милюкова «В Москве 1820—1830-х годов». В них он писал о поэтических пристрастиях московских гимназистов: «В то время, кроме Пушкина, у нас были особенно популярны Рылеев и Полежаев. У редкого гимназиста не водилось тетрадки с рукописными „Думами“ и мелкими стихами последнего поэта. Хотя сочинения эти, как и самые имена их авторов, были в то время запретными плодами, но мы нередко читали их в классах». Обычные гимназисты проявляли незаурядный интерес к литературе, выписывая в складчину литературные журналы и покупая лучшие новинки книгоиздания. Каждый ученик ежемесячно вносил посильную сумму в общую кассу на приобретение книг, после чего учащиеся решали, на что следует тратить деньги, затем прочитанные книги разыгрывались гимназистами в лотерею, а сбор от лотереи поступал на приобретение новых книг. Постепенно книги оседали в домашних библиотеках гимназистов в зависимости от их читательских пристрастий.
Получив университетское образование, Александр Петрович работал преподавателем русского языка и литературы в гимназиях и институтах Санкт-Петербурга. Педагогическая деятельность А. П. Милюкова продолжалась 35 лет. В частности, в материалах следственного дела петрашевцев сказано, что «в 1849 году преподавал русскую словесность во 2-й петербургской гимназии и в Сиротском институте и до июня — в Дворянском полку».
Печататься Милюков начал ещё в 1839 году в «Северной пчеле» Фаддея Булгарина (под псевдонимом «Сибиряк»), но настоящая литературная известность к Александру Петровичу пришла только после тридцати лет, в 1847 году, когда он выпустил свою первую серьёзную работу «Очерк истории русской поэзии», написанную под влиянием идей В. Г. Белинского. Эта книга в течение полувека служила пособием по русской литературе для студентов-филологов. В 1858 году на второе издание «Очерка» откликнулся Н. А. Добролюбов, написавший статью «О степени участия народностей в развитии русской литературы», а всего Добролюбов откликнулся рецензиями на пять капитальных работ Милюкова. «Очерк» принёс Милюкову славу знатока русской литературы, обладающего незаурядным критическим чутьём, самостоятельным мнением в деле оценки авторов и верным пониманием задач критики. Третье издание книги состоялось в 1864 году.
Как сообщает историк С. Н. Шубинский, в 1849 году А. П. Милюков едва не попал под суд по делу петрашевцев. Кружок людей, близких по духу кружку М. В. Буташевича-Петрашевского, собирался в Петербурге по средам в дворовом флигеле дома № 7 на Ждановской набережной на квартире у Иринарха Введенского, педагога, переводчика и литературного критика. Знакомство А. П. Милюкова и И. И. Введенского произошло ещё в 1843 году на пробной лекции в Дворянском полку. Завязавшееся знакомство быстро переросло в тесную дружбу. Общим интересом, объединявшим двух людей, было увлечение идеями В. Г. Белинского. На своих лекциях по словесности Милюков внушал своим воспитанникам «дух вольномыслия и критики».
Среди собиравшихся на «средах», кроме Милюкова, были Н. Г. Чернышевский, А. Н. Пыпин, П. С. Билярский и Г. Е. Благосветлов. Известный консерватор Ф. Ф. Вигель, знавший о происходящем, донёс чиновнику тайной полиции И. П. Липранди, и лишь вмешательство Я. И. Ростовцева, благоволившего к И. И. Введенскому, предотвратило арест и дальнейшее судебное разбирательство, несмотря на то что в отношении А. П. Милюкова было заведено отдельное дело, и некоторые петрашевцы, например, Ф. М. Достоевский, давали показания по делу А. П. Милюкова. Исходя из этих показаний было установлено, что Милюков занимался переводом книги французского христианского социалиста аббата Ламенне, а также читал статью А. И. Герцена «Петербург и Москва». 29 августа 1849 года Александр Милюков был допрошен следственной комиссией, но впоследствии был признан мало виновным и подвергнут жандармскому надзору.
А. П. Милюков был связующим звеном между кругом петрашевцев и кружком И. И. Введенского, который представлял собой сообщество передовых литераторов, занимавшихся преподавательской деятельностью. Постоянное общение с кругом литераторов сблизило Милюкова с Аполлоном Григорьевым, Львом Меем, Алексеем Плещеевым, Фёдором Достоевским. В 1862 году совместно с петербургским писателем и поэтом Всеволодом Костомаровым, вскоре арестованным по обвинению в изготовлении и распространении в собственной нелегальной типографии антиправительственных прокламаций и разжалованного в солдаты, выпустил книгу «История литературы древнего и нового мира». В связи с этим в агентурных донесениях сообщалось: «Самое бдительное наблюдение было учреждено за сотрудничавшим в журнале „Время“ литератором компании „Современника“ и „Русского слова“ А. П. Милюковым». По доносу В. Д. Костомарова о прокламации «Барским крестьянам» на квартирах А. П. Милюкова и А. Н. Плещеева были произведены обыски.
Среди литературных пристрастий Милюкова наибольшим предпочтением пользовалось поэтическое творчество А. С. Пушкина, он был страстным поклонником его поэзии и в особенности любил декламировать «Евгения Онегина». Как литературный критик Александр Петрович принял участие в обсуждениях 1850—1870-х годов романа И. А. Гончарова «Обломов», романа Ф. М. Достоевского «Записки из Мёртвого дома», повести Н. М. Карамзина «Марфа Посадница», написанной в 1803 году, но в 1860-е годы подвергшейся разносторонней критике в самых различных литературных лагерях, романа Льва Толстого «Война и мир», романа А. Ф. Писемского «Взбаламученное море», хроники Н. С. Лескова «Соборяне» и т. д.
В 1874 году Милюков опубликовал стихотворную антологию «Жемчужины русской поэзии», в которой, по мнению журнала «Нива», он проявил «тонкий литературный вкус и понимание поэзии», и которая считается образцовой хрестоматией русской поэзии. Наряду с критической деятельностью Александр Петрович известен как писатель. Его произведения печатали почти все крупные журналы и газеты: «Библиотека для чтения», «Отечественные записки», «Русское слово», «Русский вестник», «Всемирный труд», «Время», «Эпоха», «Исторический вестник», «Санкт-Петербургские ведомости», особенно часто с 1875 по 1884, иногда до 50 статей в год, «Голос», «Правительственный вестник», «Нива». Кроме этого, А. П. Милюков состоял редактором таких изданий, как «Светоч» (с 1860 г.), «Сын отечества», (1869—1871), «Русский мир» (c 1873 г.). Его произведения «Царская свадьба» (былина из жизни Иоанна Грозного), «Рассказы из обыденной жизни», «Рассказы и путевые воспоминания», «Отголоски на литературные и общественные явления», «Путешествие по России», «Доброе старое время», «Афины и Константинополь» выдержали в своё время несколько переизданий.
Н. А. Добролюбов в рецензии на книгу Милюкова «Афины и Константинополь» и книгу Альфреда де Бессе «Турецкая империя», сравнивая два этих труда, очень лестно отозвался о работе Александра Петровича и весьма негативно о сочинении французского автора: «Верите ли, что из книги в 300 с лишком страниц, с длинным заглавием, напоминающим „Россию“ г. Булгарина, — можно узнать о Турции гораздо меньше, нежели из путевых очерков г. Милюкова, в которых посвящено страничек сто Константинополю!.. <…> хотя он вовсе и не имел в виду представить полную характеристику Турции… Записки г. Милюкова читаются очень легко». Воспоминания Милюкова, публиковавшиеся им в «Русской старине», «Русском вестнике» и «Историческом вестнике» в 1880-е годы, были переизданы отдельным изданием в 1890 году под названием «Литературные встречи и знакомства».

## Александр Милюков и литературный процесс 1840—1880-х годов

### А. П. Милюков-мемуарист
Александр Петрович свыше пятидесяти лет находился в самой гуще литературной жизни России, знал лично едва ли не всех крупных представителей литературного и журнального мира. Работа редактора также обязывала его следить за всеми значительными литературными и общественными событиями, поддерживать переписку с писателями и журналистами. Так, из переписки с Н. С. Лесковым становится ясно, что Милюков по просьбе Лескова оказывал поддержку литераторам и журналистам, оказавшимся без журнального заработка. Например, такую помощь получил журналист газеты «Голос» и «Биржевые ведомости» Л. К. Панютин (псевдоним Нил Адмирари).
С течением времени педагогические и литературно-критические заслуги А. П. Милюкова отошли на второй план. Исследователи нередко обращались лишь к Милюкову-мемуаристу. В мемуарных очерках «Литературные встречи и знакомства» Милюков вспоминал о своих встречах с братьями Достоевскими, Гоголем, Герценом, Сенковским, Яковым Бутковым, Иринархом Введенским, Аполлоном Григорьевым, Львом Меем, Д. И. Языковым и др. Мемуары Милюкова были, нередко, единственным источником для биографии того или иного писателя, в частности писателя Я. П. Буткова. В советскую эпоху литературные воспоминания Александра Петровича в полном виде не переиздавались, в различных сборниках публиковались только те из них, которые касались Ф. М. Достоевского, А. И. Герцена, Н. Г. Чернышевского и некоторых других литературных деятелей. Воспоминания Милюкова, написанные живым, образным языком, сохранили для современных читателей множество ценных наблюдений из литературной жизни России середины XIX столетия.
Так, повествуя о своей железнодорожной поездке из Царского Села в Петербург летом 1842 года, мемуарист рассказал о том, как на полпути в их вагон второго класса зашёл смуглый господин, представившийся художником. Художник, оказался итальянцем, вырезавшим из бумаги силуэты людей; с заискивающим поклоном он предложил пассажирам свои услуги по рублю за силуэт. Итальянец заявил, что удостоился внимания многих известных людей, и для рекламы показал образцы силуэтов, снятых им с натуры. Молодой сосед Милюкова, некий господин N., быстро узнавал изображения А. С. Пушкина, В. А. Жуковского, К. П. Брюллова, поскольку, по его словам, хорошо знал всех изображённых. Но при последних словах всеведующего N. о Брюллове соседи напротив переглянулись, и один из них, господин в плаще, начал задавать молодому человеку вопросы: "«А вы знаете Брюллова?» — «Да, видал», — отвечал тот без малейшего смущения. — «Вероятно, на его картине „Последний день Помпеи“? Силуэт, должно быть, по ней же вырезан. Ну, видите, Брюллов пококетничал там, помолодил себя и поприкрасил, иначе и вы, молодой человек, и вы, господин художник, давно бы узнали его, когда он сидит перед вами собственной персоной». При этих словах своего компаньона господин с эспаньолкой приподнял шляпу и наклонил с улыбкой голову".
Сосед Милюкова был смущён, увидев перед собой воочию К. П. Брюллова, но художник-силуэтист не был обескуражен и тут же, заискивая, попросил разрешения снять с Брюллова портрет в профиль, что ему и удалось сделать. За пять минут он вырезал из чёрной бумаги весьма похожий силуэт Брюллова, который Карл Павлович похвалил. Брюллов предложил бродячему художнику снять портрет и с его товарища в плаще: «А вы, молодой человек, — продолжал он, обращаясь к N., — так интересуетесь знакомством с известными сколько-нибудь людьми, что, конечно, видались с Николаем Васильевичем Гоголем?» При этом, пишет Милюков, он предположил, что вопрос Брюллова молодому человеку был провокационным: «я догадался, что товарищ Брюллова был именно автор „Ревизора“, который возбуждал тогда самые оживлённые толки в обществе и в большинстве университетской молодежи. Мне показалось, что лицо его было гораздо красивее, чем на литографированном его портрете, и в действительности на нём не так резко замечалось саркастическое выражение, каким наделяли его художники. Хлестаков мой понял, однако, что Брюллов ставил ему ловушку, и отвечал художнику, что, к сожалению, не имел случая встречаться с Гоголем. — „Так позвольте рекомендовать его“».
Гоголь был недоволен тем, что Брюллов представил его вагонной публике, лишив возможности вживую понаблюдать за типом нового Хлестакова, и решительно воспротивился позировать итальянцу. Итальянец некоторое время пристально смотрел на Гоголя, а затем, раскланявшись, ушёл в соседний вагон. Когда поезд царскосельской железной дороги прибыл в Санкт-Петербург, все пассажиры вышли из вагона, а ловкий художник-силуэтист подошёл к Милюкову и его соседу, показал им «вырезанные с замечательным сходством» силуэты Гоголя и Брюллова и тут же продал свой товар господину N.
Описываемые события могли происходить с 23 мая по 5 июня 1842 года, когда Гоголь находился в Санкт-Петербурге по случаю начала печати там «Мёртвых душ» и перед своей последней поездкой в Европу, но, как отмечает Ю. В. Манн, вполне могли быть и в 1839 году, поскольку годом ранее в одном из писем писатель сообщал: «…Хотелось бы мне сильно прокатиться по железной дороге…». Достоевсковед Г. Л. Боград отмечает сходство в описании одежды Гоголя в вагоне второго класса и главного героя романа Ф. М. Достоевского «Идиот» князя Мышкина по дороге из Швейцарии в Петербург. У Милюкова Гоголь был одет «в каком-то не совсем обыкновенном плаще с капюшоном», у Достоевского: «на нём был довольно широкий и толстый плащ без рукавов и с огромным капюшоном». Но воспоминания Милюкова были опубликованы в 1880 году, а роман «Идиот» Достоевский писал в 1867 году.
Редакторская работа в журнале «Светоч» сблизила Милюкова со многими литераторами: с Николаем Страховым, Аполлоном Григорьевым, Львом Меем и другими. В Григорьеве Милюков отмечал самобытный критический талант, не следовавший ни западникам, ни славянофилам, ни сторонникам теории «чистого искусства». Их сблизило московское прошлое, которое оба любили, но вынуждены были жить в Петербурге. Милюков так описывает внешний облик Григорьева: «Его умное, чисто русское лицо, открытый взгляд, смелость в суждениях и какая-то во всём искренность и непринужденность были очень симпатичны». Милюков вспоминает и о музыкальных дарованиях критика: «хозяин в красной шёлковой рубашке русского покроя с гитарой в руках пел русские песни. Голос у Аполлона Александровича был гибкий и мягкий, и ему придавали особую красоту какая-то задушевность в чувстве и тонкое понимание характера нашей народной поэзии. На гитаре играл он мастерски. Этот почти совсем уже забытый в наше время инструмент в его руках прекрасно гармонировал с русскими мотивами».
Но, по воспоминаниям Александра Петровича, Григорьев разделил судьбу многих русских даровитых писателей, постоянно бедствуя, пьянствуя, проводя длительное время в долговом отделении тюрьмы, где он только и мог сосредоточенно работать, поскольку, находясь на свободе, вёл довольно беспечный образ жизни свободного поэта, не выполняя своих обязательств перед редакциями журналов, где он постоянно брал авансы под будущие работы — стихи, переводы, статьи. Михаил Достоевский, редактор журнала «Время», однажды пошутил: «Знаете, Аполлон Александрович, что я придумал? Вам нужны деньги: я дам вам под краткосрочный вексель, посажу вас за неплатёж в долговое отделение, и вы будете там писать мне славные статьи. Не правда ли, хорошая мысль?» Аполлон Григорьев был очень дружен со Львом Меем. Приятели вели вполне богемный образ жизни, зарабатывая гроши и вдохновляясь устрицами и шампанским.
В памяти Милюкова в квартире Мея особенно запомнился неповторимый шкаф поэта. Это был самый обычный выкрашенный деревянный ящик, «который мог быть куплен на Щукином дворе за какие-нибудь пять рублей». В шкафу не хранилось никаких раритетов, стоял лишь графин, стакан и лежали некоторые бумаги. Главная особенность шкафа Мея заключалась в том, что поэт превратил его в литературный альбом: «Дело в том, что вся некрашеная внутренность его между верхними полками против дверцы и с боков исписана была прозой и стихами. Тут по просьбе хозяина все знакомые литераторы посвятили ему на память по нескольку строк, и под этими автографами видны были имена многих представителей нашей литературы сороковых и пятидесятых годов. По-видимому, владелец этого оригинального альбома очень дорожил им, потому что всё написанное хорошо сохранилось: карандаш бережно покрыт был лаком, и я не видел ни одной стёртой или полусглаженной строки. Жалею, что я не догадался списать некоторых особенно любопытных посвящений».
Однажды Лев Мей, замерзая в своей нетопленной квартире, пригласил дворника и несколько бравируя перед собравшимися, попросил его изрубить свой драгоценный шкаф на дрова, чтобы растопить камин, на что сжалившийся дворник согласился принести дров от других жильцов, но сохранить уникальную мебель Л. А. Мея: «Что вы, Лев Александрович! Как же можно на это хороший шкап порешить?» Не менее эксцентричным было выступление Льва Мея на публичных чтениях стихов, где поэт не смог досказать до конца ни одного своего стихотворения. Но благосклонная публика снисходительно отнеслась к забывчивому поэту и проводила его дружными аплодисментами.

### Н. Г. Чернышевский
С Н. Г. Чернышевским А. П. Милюков встречался в кружке И. И. Введенского. Их встречи происходили с декабря 1849 до осени 1850 г., но знакомство состоялось лишь 15 февраля 1850 г. По отзыву Милюкова, Чернышевский производил впечатление человека довольно стеснительного: «На вечерах у Введенского чаще других бывали Владимир Дмитриевич Яковлев, автор имевшей в свое время большой успех книги „Италия“, Григорий Евлампиевич Благосветлов, впоследствии редактор журнала „Дело“, и Владимир Рюмин, издатель „Общезанимательного вестника“. Несколько позже стал посещать эти вечера Чернышевский, тогда ещё молодой человек, скромный и даже несколько застенчивый. В нём особенно выдавалось противоречие между мягким, женственным его голосом и резкостью мнений, нередко очень оригинальных по своей парадоксальности».
Чернышевский после знакомства с Милюковым размышлял в дневнике о своей будущей жизни с женой в Петербурге: «Я её, конечно, познакомлю с кружком Введенского, особенно, кроме Введенского, с Рюминым, Милюковым, Городковым». Хорошие отношения Чернышевского с Милюковым установились не сразу. Милюков показался ему человеком не вполне искренним. Однако вскоре Чернышевский понял, что его подозрения напрасны — Милюков незадолго до ареста петрашевцев вступил в кружок С. Ф. Дурова, куда также входили А. Н. Плещеев и Ф. М. Достоевский, и это обстоятельство изменило отношение Чернышевского к Милюкову в лучшую сторону. Позднее Чернышевский признавался: «Главным образом я стал его уважать, прочитав его „Историю поэзии“ — в самом деле дельная книжка».
Книга Милюкова живо обсуждалась членами кружка Иринарха Введенского. Кроме самого Введенского и Чернышевского свой отзыв о ней в письме к А. И. Герцену оставил врач А. А. Чумиков, также участник этих встреч. Он ставил в заслугу А. П. Милюкову пропаганду «идей Белинского о русской литературе». Как пишет современный исследователь, «близость содержания „Очерков“ к литературно-критическим оценкам Белинского явилась для Чернышевского ручательством в его более тесном сближении с новым знакомым в кружке Введенского». Так, зимой 1850 года обращаясь в письме к своему другу Михаилу Михайлову с советом получше приготовиться к экзамену по истории русской литературы, Чернышевский предлагал ему воспользоваться учебниками Н. И. Греча, А. П. Милюкова, А. Д. Галахова, С. П. Шевырёва и В. Н. Майкова: «Поэтому перечитывайте, что есть у Вас порядочного или считающегося у других порядочным по истории русской литературы. — 4 часть Греча (История русской литературы) Вам, кажется, очень хорошо известна; перечитайте Белинского и В. Майкова; книжка Милюкова, если у Вас её можно достать, тоже сто́ит быть прочитанною; примечания Галахова к хрестоматии тоже; очень не мешает просмотреть его историческую хрестоматию, если она у Вас есть, и т. д.» Впрочем, Чернышевский оговаривался при этом: «Разумеется, всё это вздор <…> кроме статей Белинского, <…> ничего Вам не понадобится; а потому, что есть, читайте, чего нет, на то плюньте и забудьте думать…».
А. А. Демченко предполагает, что радикализация взглядов Н. Г. Чернышевского могла происходить в эти годы в результате общения будущего революционера с такими нерадикальными деятелями, какими были А. П. Милюков, А. А. Чумиков и другие петрашевцы, поскольку они располагали теми документами, которые отсутствовали у Чернышевского. Например, известное письмо Белинского Гоголю было известно Милюкову по собраниям петрашевцев у С. Ф. Дурова, а Чернышевский, предполагает исследователь, мог узнать о нём именно от Милюкова и Чумикова. На собраниях кружка Введенского Милюков рассказывал юмористические истории из жизни Гоголя, возмущавшие Чернышевского, бывшего в то время безоговорочным поклонником писателя. Эти рассказы Милюкова, по мнению Чернышевского, человека, для которого Гоголь оставался непререкаемым авторитетом, отдавали пошлостью. По мнению исследователей, Чернышевский какое-то время после знакомства с письмом Белинского Гоголю относился к этому документу сдержанно и не разделял всеобщего пафоса преклонения перед Белинским. Но это состояние раздвоенного преклонения одновременно перед Гоголем и Белинским продолжалось недолго.

### А. И. Герцен
Александр Петрович писал в своих воспоминаниях, что он не мог познакомиться с Герценом до его выезда из России, хотя Милюкову в то время этого очень хотелось, но такая возможность выпала мемуаристу лишь десять лет спустя, во время его заграничной поездки в Лондон в 1857 году. Подобно многим другим, пишет Милюков, он был увлечён либеральными идеями Герцена, не разделяя их крайностей. Советские комментаторы Герцена отмечают, что к этому времени Милюков уже «отошёл от непосредственного участия в русском освободительном движении», поэтому его истолкования отдельных утверждений Герцена носят ошибочный характер, тем не менее «статья А. П. Милюкова, интересно и живо написанная, содержит немало ценных наблюдений и передаёт ряд важных мыслей Герцена…»
Словесный портрет Герцена в изображении Милюкова таков: «…невысокая, плотная фигура поражала энергией и живостью, а красивая голова, с откинутыми назад длинными тёмнорусыми волосами и умными, выразительными глазами, с первого взгляда привлекала внимание». Милюков оттеняет характер Герцена изображением характера Н. П. Огарёва:

Они, как известно, были близкими друзьями с детства, но заметно, что это натуры совсем несходные: один — кипучий, живой как ртуть, другой — спокойный и сдержанный. Герцен поражал своей бойкостью и остроумием: речь его сверкала неистощимым каскадом острот, шуток, каламбуров, блестящей игрою неожиданного сближения мыслей и образов. Огарёв говорил со строгой, как бы заранее обдуманной точностью, не чуждой вместе с тем какой-то мечтательности <…> Может быть, я ошибаюсь, но мне думается, что Огарёв без влияния Герцена не увлёкся бы политической и социальной пропагандою, а остался бы верен одному художественному призванию своей поэтической натуры.—  А. П. Милюков, «Знакомство с А. И. Герценом». — «Герцен в воспоминаниях современников». — М.: Гослитиздат, 1956. — С. 222—237
Формальным поводом для знакомства двух литераторов послужила всё та же работа А. П. Милюкова «Очерк истории русской поэзии». За год до поездки в Лондон Милюков послал с оказией Герцену свою книгу. Вскоре Александр Петрович получил письмо от Герцена с предложением познакомиться и встретиться за границей, что Милюков и сделал. Он провёл в Лондоне две недели в беседах и прогулках с Герценом. Тот рассказывал Милюкову о своей ссылке в Вятку, Владимир и Новгород, о жизни эмиграции, о своём видении «польского вопроса», о судьбах европейской демократии после революций 1848—1849 гг. Герцен показал Милюкову Британский музей, вместе они побывали в Тауэре и на Большом генделевском фестивале в Хрустальном дворце в предместье Сиднем-Хилл, состоявшемся 15 июня 1857 года.
Литераторы много говорили о музыке, музыкальном театре, о драматургии, о литературе, о поэзии, в частности, о поэзии Байрона. В ответ на подарок А. П. Милюкова Герцен подарил ему книгу «Письма из Франции и Италии», после чего Александр Петрович отправился в путешествие по Италии и Греции. Герцен внимательно прочитал «Очерк истории русской поэзии» Милюкова. 29 апреля 1859 г. он написал немецкой писательнице Мальвиде фон Мейзенбуг свой отзыв на её недоумение о М. Ю. Лермонтове, из которого можно сделать вывод о сдержанно-положительном мнении Александра Ивановича о книге Милюкова: «Как могли вы хоть на минуту подумать, что Лермонтов добровольно служил на Кавказе! Это, право, грешно, что вы так мало знаете русскую жизнь. Лермонтов был первоначально сослан на Кавказ, в армию, в 1837-м году за свои стихи на смерть Пушкина; он возвратился в 1840-м и сразу же после этого снова сослан в Кавказскую армию уже офицером — за то, что он послал вызов на дуэль графу Баранту, сыну французского посла. Разве вы не получили от меня историю русской литературы Милюкова? — она довольно хороша, из неё вы могли кое-что почерпнуть».
После такого герценовского указания Мейзенбуг была вынуждена внимательно изучить книгу русского историка литературы и использовать в своей работе некоторые материалы исследования Милюкова. В итоге опубликованный вариант статьи (большей частью её вводная часть) в значительной мере содержал в себе материалы работы Милюкова. Статья под названием «Russian Literature: Michael Lermontoff» была опубликована в десятом номере лондонского журнала «National Review» за 1860 год. При этом Мейзенбуг использовала материалы главы «Древняя русская литература» из книги Милюкова таким образом, что некоторые разделы её статьи — «Исторические сказания Нестора» и «Народные песни и сказки» — едва ли не буквально воспроизводили милюковский текст. Налицо была явная зависимость текста Мейзенбуг от мысли Милюкова, что было видно по отсутствию самостоятельных обобщений и критических замечаний в адрес книги русского автора.

### Ф. М. Достоевский до ссылки
Комментаторы Ф. М. Достоевского сообщают, что А. П. Милюков, посещая кружок Иринарха Введенского, сблизился там с некоторыми петрашевцами, в частности, с А. Н. Плещеевым, который, в свою очередь, ввёл его в кружок С. Ф. Дурова, а тот познакомил его в начале 1848 года с Ф. М. Достоевским. Непосредственно собрания М. В. Буташевича-Петрашевского А. П. Милюков не посещал. Позднее он объяснял этот факт тем, что Петрашевский не понравился ему «по резкой парадоксальности его взглядов и холодности ко всему русскому».
Кружок С. Ф. Дурова Милюков мог представить только с литературно-музыкальной стороны, в то время как наиболее конспиративная сторона этого кружка, заключавшаяся в деятельности Н. А. Спешнева и Ф. М. Достоевского, осталась ему неизвестной, как она осталось неизвестной и следствию. В частности, несмотря на последующие дружеские отношения с Фёдором Достоевским, Милюков, по-видимому, так никогда и не узнал, что под прикрытием литературно-музыкального кружка С. Ф. Дуров, Ф. М. Достоевский, Н. А. Спешнев в тайне от Буташевича-Петрашевского предполагали изготовить печатный станок для последующей печати прокламаций и ведения социалистической пропаганды среди населения, а такие посетители дуровского кружка, как Милюков, служили лишь ширмой для их конспиративной деятельности. Но тем не менее имя Александра Петровича Милюкова в ходе следственных розысканий всплывало неоднократно. Например, Ф. М. Достоевский в своих показаниях сообщал: «Г-н Милюков на вечерах Дурова был как и все гости. Так как он сам литератор, то знакомство его с Дуровым и с обществом, которое собиралось у Дурова, было литературным знакомством. <…>. Раз он как-то сказал, — не помню, к какому разговору, — что у него есть переложение известной статьи Ламенне на славянский язык. Это показалось странным и любопытным и его просили показать. Милюков принес её и прочёл».
Речь шла о церковнославянском переводе введения к книге аббата Ламенне «Paroles d'un croyant» под названием «Новое откровение митрополиту Антонию Новгородскому, СПб., и др.», выполненном А. П. Милюковым. Как вспоминал Александр Петрович, Ф. М. Достоевский тогда же похвалил его перевод, сказав ему, «что суровая библейская речь этого сочинения вышла в моём переводе выразительнее, чем в оригинале. Конечно, он разумел при этом только самое свойство языка, но отзыв его был для меня очень приятен». С. Ф. Дуров сообщил следственной комиссии по поводу данного перевода сочинения французского христианского социалиста следующее: «Содержание этой статьи взято частию из Святого Евангелия, частию из пророчеств; смысл же тот, что слабые угнетаются сильными и что сам Иисус Христос предан был архиереями и князьями на осуждение». Перевод всей книги Ламенне распределили между собой А. П. Милюков (введение), А. Н. Плещеев и чиновник МВД Н. А. Мордвинов (43 главы). Перевод Милюкова не сохранился, зато перевод остальных сорока трёх глав Ламенне сохранился до настоящего времени в материалах петрашевцев.
Как следует из воспоминаний Милюкова, на собраниях дуровского кружка велись жаркие споры между сторонниками социалистических учений Роберта Оуэна, Кабе, Фурье, Прудона, Сен-Симона и их критиками, в числе которых самым убеждённым был Фёдор Достоевский: «Соглашаясь, что в основе учений социалистов была цель благородная, он однако ж считал их только честными фантазёрами… <…> Он говорил, что жизнь в икарийской коммуне или фаланстере представляется ему ужаснее и противнее всякой каторги». Незадолго до закрытия кружка происходило чтение письма Белинского Гоголю, а о самом аресте петрашевцев Милюков узнал от Михаила Достоевского 23 апреля 1849 года. Общая беда сблизила двух этих людей, но вскоре был арестован и М. М. Достоевский. На время его ареста Милюков взял к себе его старшего сына Федю Достоевского на дачу. Месяц спустя М. М. Достоевского выпустили из Петропавловской крепости, и друзья стали встречаться еженедельно. В августе, когда Милюков вернулся с дачного отдыха в город, они стали видеться ещё чаще.
Тогда же, в августе 1849 года, Александр Петрович провёл в Петропавловской крепости три дня, где был допрошен следственной комиссией, допрос не повлёк за собой ни ареста, ни привлечёния к суду. Роль Милюкова в кружке С. Ф. Дурова не привлекла к себе внимания агента Липранди, по этой причине Следственная комиссия им мало интересовалась. Тем не менее за Милюковым был установлен негласный надзор, но бо́льших потрясений со стороны Третьего Отделения он так и не испытал. 22 декабря 1849 года Александр Милюков и Михаил Достоевский попрощались с Фёдором Достоевским и Сергеем Дуровым в Петропавловской крепости перед их отправкой в сибирскую каторгу, а через десять лет, в декабре 1859 года, Милюков опять вместе с М. М. Достоевским встречал на Николаевском вокзале Петербурга возвращавшегося после десятилетней каторги и ссылки Ф. М. Достоевского.
Пока Фёдор Достоевский был в Сибири, дружба М. М. Достоевского и А. П. Милюкова окрепла. Переписка с Ф. М. Достоевским возобновилась в 1858 году, когда Александр Петрович пытался заручиться сотрудничеством писателя во вновь задуманном им журнале «Светоч», а для этого он через брата Михаила переслал Фёдору свою книгу «Очерки Финляндии» и направил с рекомендательным письмом в Тверь, где Ф. М. Достоевский находился последние месяцы изгнания перед возвращением в Петербург, своего друга Д. Д. Минаева.
В конце 1859 года по просьбе Ф. М. Достоевского Милюков выслал ему в Тверь «Псалтирь» на церковнославянском языке, «Коран» во французском переводе и «Les romans de Voltaire». Брат Фёдора Михайловича Михаил тем временем по просьбе Милюкова переводил для журнала «Светоч» роман Виктора Гюго «Последний день приговорённого к смерти». В одном из своих писем он сообщал: «Милюков сделался редактором критического отдела журнала „Светоч“. Это будет хороший журнал. Будете встречать знакомые имена». Первый номер «Светоча», издаваемого Д. И. Калиновским, вышел под редакцией А. П. Милюкова в январе 1860 года. «Светоч» выпускался в рамках умеренно-либеральной программы, ставившей задачей примирение и объединение идей славянофилов и западников, стремился избегать политической остроты, провозглашал постепенное и бесконфликтное решение всех насущных вопросов русской жизни, прежде всего — крестьянского вопроса, вопросов образования, гласности и т. д. Умеренно-либеральный тон журнала отличал как редакционные объявления от имени издателя Д. И. Калиновского, принадлежавшие скорее всего А. П. Милюкову, так и программные статьи М. М. Достоевского о «Грозе» А. Н. Островского, а также статью самого Милюкова «Заключительное слово „Русской беседы“», в которой критик академически бесстрастно взвешивал достоинства и недостатки двух противоборствующих партий — западников и славянофилов.

### Ф. М. Достоевский после ссылки. «Вторники» Милюкова. Журнал «Светоч»
Светлей, чем образ серафима,

Меж падших жён была одна.

Далёкой Греции жена —

Краса и честь всего Солима.

Когда она на пышный пир,

В благоуханье сладких мирр,

С золотоструйною цевницей,

И кубок старого вина.

В гирляндах розовых, она

Над головою, как менада,

В венке из мирт и винограда,

Поднимет нежною рукой,

Отбросив с персей покрывало,

И запоёт перед толпой —

Ей всё восторженно внимало…

Но чуть замолкла, — плески, крик,

Стихи, пропетые поэтом

На песню были ей ответом, —

И юный отрок, и старик

В восторге млели… Все заботы

Сжигал огонь её очей,

И даже постник-фарисей

При всех забыв устав Субботы,

Дрожа, лобзал колена ей…

.
После возвращения из ссылки приятельские отношения Ф. М. Достоевского и А. П. Милюкова возобновились. В воспоминаниях о Достоевском Александр Петрович писал, что Фёдор Михайлович после каторги показался ему не изменившимся физически: «он даже как будто смотрел бодрее прежнего и не утратил нисколько своей обычной энергии». Зато Фёдор Достоевский в письме к брату Михаилу признавался, что за десять лет ссылки забыл, как зовут по имени и отчеству Милюкова. Братья Достоевские посещают литературные «вторники», которые устраивал у себя Александр Петрович на Офицерской улице в Петербурге в доме Якобса. На этих встречах Фёдор Михайлович подробно рассказывал о том, что ему пришлось пережить на каторге в Сибири. Из таких историй впоследствии составилась книга «Записки из Мёртвого дома», но по цензурным условиям не все из слышанных им рассказов могли быть пропущены в печать.
В качестве примера пропусков Милюков приводил рассказ Достоевского об обречённом на вечную каторгу молодом крестьянине, убившем своего барина за надругательство над его невестой после свадьбы. Молодой крепостной не стал мириться с рецидивом феодального права первой ночи и поплатился за это двенадцатью годами каторги. По пути на каторгу он не стал терпеть жестокого обращения пьяного капитана из числа этапных смотрителей и зарезал его. После этого случая пребывание крестьянина-бунтовщика на каторге стало пожизненным. Милюков на примере этого эпизода с «достоевщиной», подобно И. С. Тургеневу и А. И. Герцену, сравнивает Достоевского с Данте, а «Записки из Мёртвого дома» с изображением ада. На одном из милюковских «вторников» 24 мая 1860 года Ф. М. Достоевский в альбоме дочери Милюкова Людмилы Александровны (по другим сведениям, в альбоме десятилетней Ольги Александровны) оставил мемуарный рассказ о своём аресте 23 апреля 1849 года.
Характер встреч писателей в салоне Милюкова был совсем иным, нежели на вечерах С. Ф. Дурова. Александр Петрович так повествует о своей духовной эволюции и эволюции взглядов Достоевского: «Западная Европа и Россия в эти десять лет как будто поменялись ролями: там разлетелись в прах увлекавшие нас прежде гуманные утопии, и реакция во всём торжествовала, а здесь начинало осуществляться многое, о чём мы мечтали, и готовились реформы, обновлявшие русскую жизнь и порождавшие новые надежды. Понятно, что в беседах наших не было уже прежнего пессимизма».
Так, Милюков в своих воспоминаниях повествует о стихотворении В. В. Крестовского «Солимская Гетера», прочитанном автором в присутствии Ф. М. Достоевского. Это стихотворение было написано ещё в 1858 году и посвящено А. П. Милюкову. По сюжету стихотворение было близко к картине Г. И. Семирадского «Грешница», написанной десятилетием спустя. Стихотворение так понравилось Достоевскому, что он впоследствии неоднократно просил Крестовского прочитать его вновь. Позднее с посвящением А. П. Милюкову оно было опубликовано Ф. М. Достоевским в первом номере журнала «Время» за 1861 год. Отдельные строчки из стихотворения Достоевский использовал в 1863 году в фельетоне «Опять „Молодое перо“», направленном против М. Е. Салтыкова-Щедрина.
Подробные воспоминания о «вторниках» у Милюкова оставил ещё один приятель Достоевских, философ и публицист Н. Н. Страхов. По его мнению, главными гостями милюковских «вторников» были братья Достоевские, приходившие по обыкновению вместе. Среди других гостей были Аполлон Майков, Всеволод Крестовский, Дмитрий Минаев, Степан Яновский, А. А. Чумиков, Владимир Яковлев и некоторые другие. Центральное место на «вторниках» Милюкова безусловно занимал Фёдор Достоевский; это был не только самый крупный, самый признанный в этом кругу писатель, но и самый выдающийся мыслитель, пылкий публицист, поражавший присутствующих обилием мыслей, необыкновенной горячностью, с которой он их высказывал. Количество присутствующих было невелико, и между собой они находились в очень тесных отношениях (в частности, 11 сентября 1860 года Ф. М. Достоевский стал крёстным отцом сына А. П. Милюкова Бибы); на этом фоне манера разговора Фёдора Михайловича выделяла его среди других: «он часто говорил со своим собеседником вполголоса, почти шёпотом, пока что-нибудь его особенно не возбуждало; тогда он воодушевлялся и круто возвышал голос».
Далее Н. Н. Страхов делает следующее замечание о решающем влиянии «вторников» Милюкова на собственное развитие:

Разговоры в кружке занимали меня чрезвычайно. Это была новая школа, которую мне довелось пройти, школа, во многом расходившаяся с теми мнениями и вкусами, которые у меня сложились <…>. Естественно, что и направление кружка сложилось под влиянием французской литературы. Политические и социальные вопросы были тут на первом плане и поглощали чисто художественные интересы. Художник, по этому взгляду, должен следить за развитием общества, и приводить к сознанию нарождающееся в нём добро и зло, быть поэтому наставником, обличителем, руководителем; таким образом почти прямо заявлялось, что вечные и общие интересы должны быть подчинены временным и частным. Этим публицистическим направлением Фёдор Михайлович был вполне проникнут и сохранял его до конца жизни.— Н. Н. Страхов, «Воспоминания о Фёдоре Михайловиче Достоевском» — «Ф. М. Достоевский в воспоминаниях современников»: в 2 т. Т. 1. — С. 377—378
А. П. Милюков был сослуживцем Н. Н. Страхова в одном из учебных заведений. Николай Николаевич был обязан Александру Петровичу вхождением в кружок Достоевских и публикацией своих работ в журнале Милюкова «Светоч». Публикации Страхова в «Светоче» обратили на себя внимание Ф. М. Достоевского, поэтому когда Фёдор Михайлович задумал издавать с 1861 года собственный почвеннический журнал «Время», он пригласил туда и Страхова. Разумеется, что и другой автор «Светоча» — Михаил Достоевский, — в связи с изданием журнала «Время» также покинул журнал Милюкова.
Однако программа «Светоча» и его редакционные выступления, как выяснил Г. М. Фридлендер, оказали самое непосредственное влияние на формирование идеологической платформы почвенников и их журнала «Время». Программы двух журналов в отношении споров западников и славянофилов текстуально почти совпадали. Кроме Страхова и М. М. Достоевского активными сотрудниками журнала «Светоч» были постоянные посетители «вторников» А. Н. Майков, В. В. Крестовский, Д. Д. Минаев, они же, за исключением Д. Д. Минаева, впоследствии составили редакционное ядро «Времени». Названные авторы, а также А. А. Григорьев, А. Н. Плещеев в 1861 году продолжали сотрудничать в обоих журналах, однако вскоре их участие в «Светоче» сворачивается, и из-за отсутствия ярких имён журнал Милюкова постепенно терял подписчика. В том, что редакции «Светоча» не удалось превратить журнал в заметный, выдающийся литературный орган, в первую очередь, был виноват сам А. П. Милюков.
А. Н. Плещеев ещё в 1859 году выражал сомнение в способности Александра Петровича быть хорошим редактором журнала. Он так писал Ф. М. Достоевскому: «Вчера получил программу „Светоча“. Чёрт знает каких имён наставили. И чина такого нет. А наши с вами переврали; вас с фертом поставили, а меня с двумя азами. Говорят, Милюков взял на себя там отдел критики. Он человек хороший, умный; но в какой степени способен дать тон журналу, воодушевить его живым, новым словом — это ещё вопрос». В 1862 году в майском номере журнала «Светоч» Милюков опубликовал статью «Преступные и несчастные» о «Записках из Мёртвого дома». Позднее он перестал редактировать «Светоч» и в 1863—1864 годах публиковался в журналах Достоевских «Время» и «Эпоха», при этом сам Ф. М. Достоевский в журнале «Светоч», вопреки обещанию Милюкову, никогда не публиковался.
1864 год выдался очень трудным как для А. П. Милюкова, так и для Ф. М. Достоевского. Оба писателя лишились в этом году своих супруг. В январе А. П. Милюков похоронил жену Агнессу Петровну, страдавшую по сведениям М. М. Достоевского водянкой; А. П. Милюкова оставила ему дочерей Людмилу, Ольгу и малолетнего сына Бориса (Бибу). В апреле Ф. М. Достоевский похоронил жену Марию Дмитриевну Исаеву, привезённую в Петербург из сибирской ссылки, кроме этого, Фёдор Достоевский в июле похоронил старшего брата Михаила, на котором числилось издание журнала «Эпоха» и который заведовал делами табачной фабрики Достоевских.
А. П. Милюков в письме Г. П. Данилевскому так описывал обстоятельства смерти своего друга: "Фёдор Михайлович был при больном постоянно; я также навещал по нескольку раз в день; мы жили друг от друга домов через пять. Вот какой год выдался на семью: весной умерла жена Фёдора Михайловича, потом у Михаила Михайловича дочь, а летом и сам он. Вы спрашиваете: кто будет главным двигателем «Эпохи»? Конечно, Фёдор Михайлович с прежними сотрудниками. Впрочем, я не хорошо знаю теперь дела журнала и не участвую в нём: недавно там напечатана моя статьишка <"Посмертные записки одного скитальца">, но она была отдана ещё Михаилу Михайловичу. Меня, кажется, считают там недостаточно крепким почве".
Агент III Отделения 13 июля 1864 года сообщал следующее: «На похоронах бывшего редактора журнала „Эпоха“ М. Достоевского не произошло ничего особенного. На кладбище покойного сопровождали литераторы: Милюков, Полонский, Зотов, Майков и Миллер. Посторонних лиц было очень мало. Надгробной речи никто не говорил. — Достоевский похоронен в Павловске». Михаил Достоевский оставил после себя многочисленное семейство без средств к существованию. Все расходы по содержанию семьи брата, своего пасынка П. А. Исаева, долги за разорившийся журнал «Эпоха» и за расстроенные дела на табачной фабрике взял на себя Фёдор Достоевский.
Подавленный свалившимися на него несчастьями, Достоевский на последние деньги уехал в Европу, рассчитывая (в том числе игрой в рулетку) поправить своё финансовое положение. Он предпринимает несколько литературных замыслов, но на их завершение ему нужны деньги. В этой ситуации А. П. Милюков продолжал оказывать Ф. М. Достоевскому дружескую помощь. Между двумя писателями завязывается оживлённая переписка. В ней Достоевский просит Милюкова пристроить его будущий роман («Преступление и наказание») или в «Библиотеку для чтения» П. Д. Боборыкина, или в «Современник» Н. А. Некрасова. Но Милюков всюду получает отказ. Не увенчалась успехом попытка напечатать роман Достоевского в «Отечественных записках» А. А. Краевского. В конце концов, роман был напечатан в «Русском вестнике» без участия Милюкова.

### А. Г. Достоевская. Конфликт с «почвенниками»
Публикация романа «Преступление и наказание» у М. Н. Каткова решила только часть финансовых проблем писателя. Оставалось обязательство перед издателем Ф. Т. Стелловским написать в срок до 1 ноября 1866 года новый роман объёмом не менее десяти печатных листов, в противном случае Достоевский лишался права собственности на свои будущие произведения. Первого октября Достоевский пожаловался А. П. Милюкову на то, что им не написано ни строчки из этого романа, поскольку предшествующие месяцы он посвятил работе над «Преступлением и наказанием» для «Русского вестника». Милюков предложил Достоевскому свою помощь в деле написания нового романа, но Достоевский отказался от предложения.
Тогда Милюков для ускорения работы предложил подыскать для писателя стенографистку, и Достоевский, поколебавшись, согласился — такой способ работы был для него непривычным. Милюков занялся поисками стенографистки через своих сослуживцев, и поиск привёл к П. М. Ольхину, руководителю курсов стенографисток. Милюков упросил Ольхина отправить к Достоевскому одну из своих учениц, и на следующий день, 4 октября, одна из лучших его учениц, двадцатилетняя Анна Григорьевна Сниткина, пришла к Достоевскому. Стенографирование нового романа началось и продолжалось до 30 октября, когда роман был закончен.
По окончании романа, по воспоминаниям А. Г. Сниткиной-Достоевской, Фёдор Михайлович в ознаменование удачного завершения работы над «Игроком» намеревался дать обед А. П. Милюкову, А. Н. Майкову и другим друзьям. К числу этих друзей отныне прибавилась сама Анна Григорьевна, но на этом роман с А. Г. Сниткиной не закончился. Вскоре писатель сделал девушке предложение и получил её согласие на брак. Через несколько месяцев, 15 февраля 1867 года, состоялось венчание Ф. М. и А. Г. Достоевских, на котором, кроме А. П. Милюкова, присутствовали его дочери Ольга и Людмила; предполагалось, что перед молодыми будет идти с иконой крестник Ф. М. Достоевского Б. А. Милюков — шестилетний Биба, но из-за болезни он отсутствовал на венчании. Сёстры Милюковы также присутствовали на проводах Достоевских 14 апреля 1867 года в путешествие по Европе, откуда семейная чета вернулась только в 1871 году.
Отношения А. П. Милюкова и Достоевских испортила легкомысленная заметка «Женитьба романиста» в номере 34 газеты «Сын отечества» за февраль 1867 года, посвящённая венчанию Достоевских. Статья не содержала никаких инвектив, но описывала много ненужных подробностей из личной жизни Достоевских, не называя прямо по имени писателя и его секретаря, подробностей, известных только людям самым близким к событию, статья была написана памфлетным тоном: «Мысли не шли на ум автору, его длинные волосы уже начинали значительно страдать от этого, а между тем до окончания романа оставалось только два дня. Он уже стал было приходить к убеждению, что лучше заплатить неустойку, как вдруг его сотрудница, до тех пор исполнявшая молча обязанности стенографа, решила посоветовать романисту довести свою героиню до сознания, что она разделяет внушённую ею любовь…» Достоевская писала в «Воспоминаниях», что они с мужем посмеялись над заметкой, а Фёдор Михайлович предположил, что, судя по пошловатому тону рассказа, дело не обошлось без А. П. Милюкова, хорошо знавшего привычки мужа.
Комментаторы Достоевского утверждают, что, несмотря на многолетнюю дружбу Ф. М. Достоевского и А. П. Милюкова, настоящей духовной близости между двумя писателями не существовало. В доказательство этого они ссылаются на слова Достоевского о пошловатом тоне Милюкова, на отсутствие писем Достоевского к Милюкову из-за границы с 1867 по 1871 год, на резкие отзывы о Милюкове из-за его связи с гражданской женой Зинаидой Валерьяновной Нарден и из-за её дурного отношения к его дочерям Ольге и Людмиле Милюковым: «Каков Милюков-то? Хорош, нечего сказать» (письмо к Э. Ф. Достоевской от 1(13) июня 1867 г.); «Про Милюкова я уже слышал давно. Эки бедные дети и экой смешной человек! Смешной и дурной. Я бы даже желал, чтоб она <З. В. Нарден> его обобрала» (письмо к Э. Ф. Достоевский от 11(23) октября 1867 г.), в письмах к Н. Н. Страхову и А. Г. Достоевской, хотя в письме А. Е. Врангелю 24 августа (5 сентября) 1865 г. Фёдор Михайлович называл Милюкова «преданным ему человеком».
Негативное отношение к Александру Петровичу разделяла и А. Г. Достоевская, в её заграничном дневнике от 27 мая (8 июня) 1867 года оставлен весьма резкий отзыв о Милюкове после прочтения ею письма О. А. Кашиной:

Я почти добежала домой, стала читать письмо, и просто не знаю, что со мною сделалось. Мне так было жаль эту бедную, милую Людмилу, которая должна так терпеть от этого подлого человека и этой мерзавки <З. В. Нарден>. Ах, бедная, бедная девушка! Когда Федя пришёл, я ему всё рассказала. Он начал читать письмо и также пришёл в ужасное негодование. Он жалел, что его нет в Петербурге, тогда бы он непременно что-нибудь бы предпринял. Он готов бы был отколотить Милюкова или дать пощечину N<ardin>, хотя бы за это <пришлось> просидеть три месяца в тюрьме. Нам очень жаль Людмилу. Если б у меня были деньги, я тотчас бы послала ей, чтоб она могла хотя бы жить отдельно. Какое её ужасное положение! Как мне её жаль! Если ей всё так будет дурно, то мы, если она согласится, возьмём её к себе.— А. Г. Достоевская, «Дневник 1867 года»
Комментаторы Ф. М. Достоевского не раскрывают причин семейных неурядиц Милюковых, однако оговариваются, что точных данных о том, что именно А. П. Милюков был автором памфлета в «Сыне отечества», не имеется, это лишь догадки Достоевского. Они предполагают, что братьям Достоевским могло быть известно о связи Александра Петровича с двадцатишестилетней З. В. Нарден ещё в ноябре 1863 года, то есть при его живой супруге Агнессе Петровне Милюковой, умершей два месяца спустя, в январе 1864 года. После смерти жены Милюков поселился отдельно от взрослых дочерей и жил в гражданском браке с Зинаидой Валерьяновной, которая, со слов А. Г. Достоевской, по каким-то причинам дурно относилась к его дочерям, а сам Александр Петрович этому не противодействовал. Милюков в своих воспоминаниях о Достоевском умолчал о возникшей отчуждённости между ним и четой Достоевских, произошедшей в связи с газетной заметкой и с недоразумениями между мадам Нарден и его дочерьми. Наоборот, его воспоминания дышат уважением к писателю и его молодой супруге. О характерном юморе Милюкова Достоевский сообщал ещё в 1849 году на допросах Следственной комиссии И. П. Липранди, и если догадка писателя об авторе заметки в «Сыне отечества» была верна, то можно утверждать, что в 1871 году Фёдор Михайлович литературно расквитался со своим бывшим приятелем, наделив отдельными чертами характера Милюкова, преимущественно бытовыми и несколько шаржированными, персонажа романа «Бесы» Сергея Васильевича Липутина (см. во врезке):
Стариннейшим членом кружка был Липутин, губернский чиновник, человек уже немолодой, большой либерал и в городе слывший атеистом. Женат он был во второй раз на молоденькой и хорошенькой, взял за ней приданое и кроме того имел трёх подросших дочерей. Всю семью держал в страхе Божием и взаперти, был чрезмерно скуп и службой скопил себе домик и капитал. Человек был беспокойный, притом в маленьком чине; в городе его мало уважали, а в высшем круге не принимали. К тому же он был явный и не раз уже наказанный сплетник, и наказанный больно, раз одним офицером, а в другой раз почтенным отцом семейства, помещиком. Но мы любили его острый ум, любознательность, его особенную злую весёлость.
Осуждение Достоевским семейного быта А. П. Милюкова сопровождалось идейным разногласием с ним. «В „Русском вестнике“ критика легкомысленная, правда, впадающая в тон общего направления журнала, но слишком мелкая. По-моему, их П. Щ., имеет некоторое сходство с Милюковым», — писал Достоевский Страхову в 1870 году. Разойдясь идейно с Ф. М. Достоевским, Милюков разошёлся и с Н. Н. Страховым, о чём говорит письмо Страхова Достоевскому 1 сентября 1869 года: «Ал<ександр> П<етрович> Милюков, как и многие другие (кажется, впрочем, все, а не многие), ведёт себя нехорошо <…> Милюков заведывает нынче „Сыном отечества“ и поместил там весьма гнусные отзывы о „Заре“. При каждой встрече он не может воздержаться, чтобы не выказать какою-нибудь шпилькою своей враждебности ко мне. На меня это действует очень мало, но если эта враждебность переходит в сферу дела, в котором не один же я заинтересован, то мне это внушает весьма чёрные мысли о человеческой породе». Н. Н. Страхов писал Достоевскому о том, что Милюков осуждал страховские критические статьи о Льве Толстом в журнале «Заря»: «Милюков говорит Майкову: „Какие глупости пишет Страхов! Превозносит Толстого! Я удивляюсь, что нашёлся журнал, который печатает подобные вещи“». Однако в 1871 году Ф. М. Достоевский прервал молчание и написал письмо Милюкову, но это было сугубо деловое, а не дружеское послание.
А. П. Милюков был не единственным другом Ф. М. Достоевского, кто испытал на себе все сложности дружбы с великим писателем. В разное время и по разным поводам в немилость к Достоевскому попадали А. Н. Майков, Н. Н. Страхов и др. На склоне лет, в 1916 году, Анна Григорьевна работала над воспоминаниями о Достоевском, и тогда она забыла о былых обидах на «подлого» Александра Петровича, авторитет Милюкова-друга Достоевского пригодился ей в кампании протеста против письма Н. Н. Страхова Льву Толстому с обвинением Ф. М. Достоевского в педофилии: «Но ещё поразительнее для нас в письме Н. Н. Страхова — это обвинение в „разврате“. Лица, близко знавшие его в молодости в Петербурге и в Сибири (А. П. Милюков, Ст. Д. Яновский, д-р Ризенкампф, бар. А. Е. Врангель и др.), в своих воспоминаниях о Фёдоре Михайловиче ни единым намёком не обмолвились о развращённости его в те отдалённые времена».
В конце 1870-х годов период охлаждения между Достоевским и Милюковым миновал, как явствует из воспоминаний Е. Н. Опочинина о Достоевском и Милюкове, оба писателя, как прежде, ходили друг к другу в гости, а Милюков однажды познакомил Опочинина с Достоевским. Сразу же после смерти Достоевского, в 1881 году, А. П. Милюков опубликовал свои воспоминания о нём в журнале «Русская старина», в которых постарался заретушировать свои разногласия с Достоевским. Тем не менее по отзывам достоевсковедов, воспоминания Милюкова о Достоевском являются важным и во многих случаях единственным точным источником биографических сведений о жизни выдающегося писателя, хотя, по мнению А. С. Долинина, порой грешат стремлением «взгляды раннего Достоевского привести в соответствие с его более поздними, „почвенническими“ убеждениями».
В РГБ сохранились 5 писем Ф. М. Достоевского к А. П. Милюкову за 1860—1867 гг. и 2 письма Милюкова к Достоевскому за 1859 и 1870 год.

### Н. С. Лесков
Н. С. Лесков познакомился с А. П. Милюковым в конце 1860-х, когда искал издателя для публикации своего очерка «Загадочный человек» об Артуре Бенни. Милюков был в это время редактором «Сына отечества» и мечтал сплотить в этой газете лучшие литературные силы. О таланте Лескова Милюков был самого высокого мнения. Тем не менее Лескову пришлось перебрать несколько изданий, включая «Русский вестник» М. Н. Каткова, «Сын отечества» А. П. Милюкова, пока он не пристроил очерк в 1870 году в газету «Биржевые ведомости» К. В. Трубникова. Так или иначе, но писатели сблизились, и А. П. Милюков стал частым гостем Н. С. Лескова, а З. В. Нарден стала близкой подругой Екатерины Степановны Бубновой — жены Н. С. Лескова. Николай Семёнович становится посетителем милюковских «вторников». Биограф Н. С. Лескова А. И. Фаресов передаёт рассказ одного из современников Николая Семёновича: «Живо мне помнится время, когда писались „Божедомы“. <…> В то время кружок художников слова собирался по вторникам у А. П. Милюкова, с которым тогда и Лесков был дружен. Тут бывали А. Н. Майков, Г. П. Данилевский, Крестовский, иногда Достоевский, Ф. Н. Берг и Лесков, тогда тесный союзник этого катковского кружка. На один из вторников, где по обычаю велись литературные разговоры за чайным столом, Н. С. Лесков явился с рукописью „Божедомов“, и все с наслаждением слушали чтение».
Литературная судьба этого произведения (другие названия: «Старогородцы», «Чающие движения воды», «Соборяне») сложилась непросто. Лесков вынужден был несколько раз перекраивать свою хронику, менять названия, публиковать фрагменты в разных изданиях, в результате чего разгорелся литературный скандал, а издатель журнала «Заря» В. В. Кашпирёв, заплативший Лескову аванс за публикацию будущего произведения, обвинил Лескова в мошенничестве и нарушении прав собственности рукописи. Н. С. Лесков приглашает А. П. Милюкова, наряду с М. М. Стасюлевичем, А. С. Сувориным, А. К. Толстым и Н. Н. Страховым в качестве независимого арбитра на третейский суд чести литераторов по делу публикации его хроники.
В 1871 году Н. С. Лесков пригласил к себе Александра Петровича для авторского чтения повести Милюкова «Царская свадьба». Кроме самого Лескова предполагалось, что на слушания придут М. И. Семевский и епископ Ефрем. Из дневниковой записи брата писателя Василия Лескова от 1 апреля 1871 года следует, что «вечером у Николая А. П. Милюков читал свою повесть из времён И. В. Грозного „Царская свадьба“, — дело идёт о третьей женитьбе его на Собакиной. Вещь эта хорошо выработана и полна интереса как по предмету, так и по подробностям; видно, что на неё затрачено много труда и времени. Из литераторов присутствовали Богушевич, Скавронский <Г. П. Данилевский>, С. И. Турбин и Боборыкин…». Н. С. Лесков рекомендует опубликовать эту повесть редактору славянофильской «Беседы» С. А. Юрьеву, а также редакции «Русского вестника». После настойчивых хлопот Лескова повесть Милюкова была опубликована в «Русском вестнике», при этом, писал Н. С. Лесков, редактор «Русского вестника» «Катков обласкал Милюкова, и тот очарован Михайлом Никифоровичем».
Лесков хлопочет в редакции «Русского вестника» об учреждении там постоянного отдела критики под руководством либо П. К. Щебальского, либо А. П. Милюкова, но при этом отдаёт предпочтение П. К. Щебальскому. Он сообщает Щебальскому, что издатель В. В. Комаров пригласил Н. С. Лескова и А. П. Милюкова в новую газету «Русский мир». Вскоре встал вопрос о редакторе «Русского мира», и кандидатура А. П. Милюкова опять вышла на первый план, но и на этот раз Лесков сомневается в достоинствах Милюкова-редактора. В письме М. Н. Каткову он сделал сравнительный анализ двух кандидатов на место редактора — А. П. Милюкова и В. Г. Авсеенко:

Из двух людей: Авс<еенко> или Милюков, я не знаю, который удобнее? Авс<еенко> гораздо способнее и умнее, но он человек больной и бессонных ночей не переносит, а без них редактору не обойтись. Милюков же человек опытный и ровный, но… я боюсь, не сделалась бы газета в его руках набело перепечатанным «Сыном отечества». Рутинный приём «Голоса» для него образец. «Реалисты они оба, конечно, потаённые», но у Авсеенки больше чутья, больше такта, он лучше пишет и человек вполне самостоятельных взглядов, тогда как М<илюков> был, есть и всегда будет под рукою Андрея, которого «нет продажнее». С другой стороны, М<илюков> покладливее, а А<всеенко> упорен и легко разрывает связи; у М<илюкова> большое литературное знакомство, а от А<всеенко> люди как-то сторонятся, я полагаю, единственно по неприветливости его обычая и его холодной манере. Нехорошо ли бы было вместо того и другого дать кого-нибудь совсем иного из людей Вам известных?— Н. С. Лесков. Из письма М. Н. Каткову от 27 декабря 1872 г.
Как видно из этой характеристики, Лесков считал Милюкова человеком слишком либерально мыслящим для такого консервативного органа, каким была газета «Русский мир». Поэтому он вспоминает редакторскую работу Милюкова в «Сыне отечества», припоминает и сотрудничество в либеральной газете «Голос» А. А. Краевского. Тем не менее второй соиздатель «Русского мира» генерал М. Г. Черняев, недовольный работой В. В. Комарова, остановил свой выбор на А. П. Милюкове в качестве редактора.
По мере углубления знакомства с А. П. Милюковым отношение Николая Лескова к нему становится снисходительным, как пишет А. Н. Лесков, «Милюков превращается в „даровитого Милючка“, недостойно „блекочущего“ что-то о своих чувствах к <Г. П.> Данилевскому». Однако приятельские отношения по-прежнему сохраняются, по просьбе А. П. Милюкова Н. С. Лесков ведёт в 1875 году в Париже розыски некоего Анатоля — дальнего родственника З. В. Нарден. В письмах к А. П. Милюкову он делится своими впечатлениями о Париже и о своём лечении во Франции и Германии, о замысле романа «Чёртовы куклы». Н. С. Лесков наставляет Милюкова — профессионального педагога, — как ему правильно воспитывать своего избалованного пятнадцатилетнего Бибу. В Петербурге А. П. Милюков и З. В. Нарден на правах близких друзей принимают участие в домашних концертах Лесковых, где З. В. Нарден (или, как её называет Н. С. Лесков, «Нарденша») за роялем даёт камерные концерты. В 1877 году Н. С. Лесков разъехался с женой, оставив при себе сына А. Н. Лескова, а Милюков и Нарден бывают у Е. С. Бубновой уже без её мужа.
С одной стороны, двух писателей разделили недальновидные суждения А. П. Милюкова о творчестве Льва Толстого, о чём упрекал Милюкова ещё Н. Н. Страхов. В 1875 году Н. С. Лесков так писал Милюкову по поводу одной заметки в газете «Московские ведомости»: «И эти унылые люди <журналисты „Московских ведомостей“> со всею их дальнозоркою расчётливостью ошибутся, и эту ошибку им покажет не кто иной, как этот, очень многими (и вами) отвергаемый незримый дух народа, о котором говорит всех смелее и, по-моему, всех лучше граф Лев Толстой в „Войне и мире“». Но отношение Милюкова к Толстому было непростым и менялось с течением времени. Так, Г. П. Данилевский в мемуарном очерке «Поездка в Ясную Поляну» ссылается на справедливое замечание Милюкова, сравнившего Льва Николаевича с Гомером. Александр Петрович в статье «К портрету шести русских писателей» в 1880 году в журнале «Русская старина» писал о «художественном беспристрастии» Л. Н. Толстого, изображающего картины «эпической борьбы» «под стенами нашей современной Трои».
С другой стороны, Милюкова не устраивала известная торопливость Лескова в творчестве. Об этом он написал Г. П. Данилевскому, которому больше других поверял свои задушевные мысли. В письме от 31 октября 1872 он рассуждал о свойствах таланта Лескова: «Я, как вероятно и многие, ждал не просто хорошего романа, но чего-то очень и очень крупного. <…> Искренне говорю вам, что я ждал появления романа, как светлого праздника нашей литературы, когда мы „друг друга обнимем“ и поздравим с великим произведением, когда и враги наши скажут внутренно: ты победил нас, Галилеянин! Но роман напечатан, и мой светлый праздник вышел как-то не светел. „Божедомы“ не оправдали моих ожиданий». Поясняя своё мнение, критик оговаривался, что дело не в каком-то умалении или ослабевании таланта Лескова, а в личной взыскательности Милюкова-читателя: кому много даётся, с того больше взыщется. Далее Милюков писал, что, по его мнению, «в романе нет стройной целостности, присущей произведению, возникшему и созревшему органически из зерна единой мысли, а не внешней прилепкой эпизодов для поддержания связи <…> Словом, роман вышел не таким, каким должен был выйти». Условием для преодоления писательской торопливости, по мнению Александра Петровича, были финансовая свобода и два-три года неспешной и кропотливой работы над «Соборянами». В 1880 году А. П. Милюков с положительной рецензией отозвался на выход рассказов Н. С. Лескова «Чертогон» и «Однодум», но в последующие годы переписка между двумя писателями теряется.

### А. Н. Майков
Аполлон Майков был товарищем Милюкова по Санкт-Петербургскому университету (Майков не был филологом, он обучался на юридическом факультете). Молодых людей объединяла любовь к поэзии, оба были приятелями Фёдора Достоевского, оба участвовали в собраниях петрашевцев, оба привлекались к дознанию по этому делу и оба избежали наказания по нему; оба прожили долгую жизнь и умерли в один год. А. Н. Майков посвятил товарищу стихотворение «А. П. Милюкову. (По поводу моего 50-летнего юбилея 1888 г. апреля 30». Это одно из немногих стихотворений поэта, где отразилась его личная жизнь, а именно воспоминания о студенческих годах. Четыре года спустя Аполлон Майков посвятил Милюкову ещё одно послание, в котором иронично отозвался и об его знаменитом однофамильце-историке Павле Николаевиче Милюкове, будущем лидере партии кадетов и министре иностранных дел России во Временном правительстве, который в своей работе «Государственное хозяйство России в первой четверти XVIII столетия и реформа Петра Великого» (1892) оспаривал положительную роль реформ Петра I.
                 Профессор Милюков, в своем трактате новом

                 Великого Петра сравнивший с Хлестаковым,

                 Всё просит, чтоб его не смешивать с другим

                    Давно известным Милюковым. —

                 Напрасный страх! Никто вас не смешает с ним…

                 Но — может, как с Петром, вы шутите и с нами?

                    Ведь старый Милюков — все знают — он

                    И образован и умён —

                    Какое же тут сходство с вами!

                 1892
А. П. Милюков в статье «Поэт славянизма», посвящённой поэзии А. С. Хомякова, писал о поэтах двух противоборствующих русских партий: «партии» Хомякова и «партии» Некрасова, выражавшие противоположные начала русской жизни. В то же время в России, наряду с поэтами «партийными», были поэты, стоявшие вне общественных кружков. Таким поэтом он назвал А. Н. Майкова: «Так Майков, оставаясь верным своему веку, не подчиняется никакому исключительному воззрению, так Некрасов — представитель только одной современной котерии. Мы не думаем сказать этим, чтобы Майков смотрел бесстрастно на жизнь и не имел своего собственного воззрения, своей определённой общественной и социальной идеи, а хотим только заметить, что он почерпает для неё содержание из всей широты общественной жизни, из всех источников общечеловеческой мысли».

### Последние годы жизни
О последних годах жизни Милюкова рассказывает его молодой приятель Е. Н. Опочинин. В 1870—1880-е годы Милюков по-прежнему жил в Петербурге на Офицерской улице. По-прежнему он устраивал у себя литературные «вторники», на которые приходили писатели преимущественно консервативного круга, группировавшиеся вокруг журнала «Русский вестник» покойного М. Н. Каткова. В первую очередь, это Н. Н. Страхов, с которым Милюков к этому времени уже успел восстановить приятельские отношения. Кроме него в числе гостей Ф. Н. Берг, В. В. Крестовский, В. П. Авенариус, Д. В. Аверкиев, чиновник Министерства внутренних дел А. А. Радонежский и Г. П. Данилевский, с которым у А. П. Милюкова сложились особенно тёплые отношения. Александр Петрович на правах хозяина развлекает общество рассказами о своём прошлом: о свирепствах цензора графа М. Н. Мусина-Пушкина, о мытарствах приятеля своей юности Я. П. Буткова, о женитьбе Ф. М. Достоевского на А. Г. Сниткиной, об аресте Ф. М. Достоевского, о каламбуре А. И. Герцена и т. д. Мемуарист отмечает радушие Милюкова и своеобразный старомодный уют его квартиры.
Умер в Санкт-Петербурге 6 (18) февраля 1897года в возрасте восьмидесяти лет. Петербургская печать откликнулась на его смерть некрологами в газете «Новое время», № 7525, журнале «Исторический вестник», № 4, журнале «Нива», № 25 от 21 июня. Его гражданская жена З. В. Нарден скончалась в конце 1918 года. Был похоронен на Никольском кладбище Александро-Невской лавры.

## Семья Милюковых
- Жена Агнесса Петровна (? — 25.1.1864, Петербург)
- Дочь Людмила Александровна (ум. 3.2.1901, Петербург), похоронена с отцом на Никольском кладбище
- Дочь Ольга Александровна (1850, Петербург — 1910)
- Сын Борис Александрович (Биба) (1860, Петербург — ?), крестник Ф. М. Достоевского.
- Гражданская жена Зинаида Валерьяновна Нарден (1837—17.12.1918, Саратов)

## «Очерк истории русской поэзии» в зеркале критики

### Отзывы на первое издание книги
Первые отзывы на выход лучшей критической книги А. П. Милюкова появились в октябрьских номерах журналов «Отечественные записки» и «Современник» за 1847 год. Рецензия в «Современнике» принадлежала перу дружески настроенного И. И. Введенского. Иринарх Иванович был первым, кто отметил влияние В. Г. Белинского на направление работы А. П. Милюкова. «Г. Милюков нисколько не похож на большую часть историков нашей литературы. Он современен, он сочувствует новейшим интересам, у него есть взгляд…» Далее Введенский указывал, что подобный взгляд ещё ранее был высказан «в журнальных статьях В. Б-го, заключающих в себе обзор деятельности многих главнейших представителей русской литературы разных эпох». Рецензент оговаривается, что между Белинским и его последователем существует разница: учителем уже ранее «говорилось то же самое, только последовательнее и доказательнее», нежели учеником.
Консервативная печать, как и следовало ожидать, негативно отнеслась к труду А. П. Милюкова. Писатель и педагог В. Т. Плаксин в журнале «Финский вестник» отмечал, что работе Милюкова свойственно вредное сектантство, навеянное направлением «Отечественных записок» и «Современника». Славянофильский журнал «Москвитянин» в рецензии консервативного критика С. П. Шевырёва довольно резко характеризовал книгу А. П. Милюкова в качестве опасной, третирующей христианскую мораль и религиозную письменность. В частности, несогласие С. П. Шевырёва вызвала трактовка Милюковым образа князя Игоря, проникнутого «благородным героизмом», противопоставленного образу Дмитрия Донского с его «ничтожным» характером. Шевырёв противопоставляет Милюкову своё понимание этих образов, полемически обращённое в обратную сторону: по Шевырёву князь Игорь воплощает собой западный тип личности, тогда как Дмитрий Донской близок к шевырёвскому идеалу древнерусской личности, «облекающей личную волю в оружие Веры, покорности Промыслу и в самоотвержение».
П. А. Плетнёв с осуждением писал Я. К. Гроту по поводу работы Милюкова: «Вот в ней-то видишь плоды учения Белинского. Это экстракт всего, что печатано было о русских поэтах в „Отечественных записках“». Три года спустя ещё один участник кружка И. Введенского — редактор «Журнала для воспитания» А. А. Чумиков, — в письме А. И. Герцену от 9 августа 1851 г. восторженно писал: «Читали ли вы Милюкова „Очерк истории русской поэзии“? Это первый опыт истории оппозиции в России (напечатано в 1847 г.) или, если хотите, революционных идей. Он хвалит там только те произведения, в которых бичуют Россию. Он учитель — и за эту книгу в 1849 г. отставили его из гимназии и из кадетского корпуса (Ростовцев и Мусин-Пушкин). Она, впрочем, не что иное, как эссенция (свод) идей Белинского о русской литературе».
Оценивая деятельность Милюкова-критика в конце 1840-х годов, советский литературовед А. Лаврецкий ставит ему в вину то, что Милюков, будучи автором первого систематизированного изложения историко-литературных идей Белинского, сам не принадлежал к кругу Белинского и не принимал участия в журнальной борьбе по отстаиванию его идей. Второй недостаток Милюкова, по-Лаврецкому, состоял в том, что после публикации своего «Очерка» Милюков стал сотрудником враждебного партии Белинского журнала «Библиотека для чтения», «злостная беспринципность которой была ему хорошо известна», — замечает советский исследователь. В своих воспоминаниях о беседе с редактором «Библиотеки для чтения» О. И. Сенковским, поставившем во главу угла своих принципов, по словам Лаврецкого, безыдейность, Милюков рассказывал «нисколько не смущаясь». Касаясь содержания книги, просчётом Милюкова Лаврецкий называет периодизацию русской поэзии на допетровскую и послепетровскую, представляющие собой «две совершенно отдельные картины». Ошибкой Милюкова была также оценка русской литературы лишь по отношению к Западу, от чего предостерегал ещё Белинский.
Исходя из всего этого, Лаврецкий заключает, что Милюков был «типичный либерал-эклектик, который по своим политическим взглядам, по всему своему интеллектуальному и моральному складу был чужд Белинскому и, конечно, не мог дать достаточно точного изложения историко-литературной концепции Белинского — автора столь противоположного ему». На самом деле, Милюков и не стремился быть лишь прилежным интерпретатором идей Белинского, а являлся вполне самостоятельным критиком.

### Отзывы на второе издание книги
Критика второго издания книги Милюкова, вышедшего в 1858 году, была наиболее развёрнутой и концептуально разнообразной. В частности, критических замечаний удостоились мнения А. П. Милюкова о фольклоре, о сатирической литературе и о Пушкине. Самые развёрнутые критические отзывы о книге Милюкова принадлежали Н. А. Добролюбову и А. В. Дружинину. Современный критик Лев Аннинский полагает, что именно благодаря отзыву Добролюбова о Милюкове, а не милюковскому «Очерку», Александру Петровичу удалось остаться в истории литературы: «суждено остаться в истории литературы более всего тем, что по нему успел проехаться Добролюбов одной из своих рецензий». Концептуальная статья Добролюбова в журнале «Современник» называлась «О степени участия народности в развитии русской литературы». От резкой критики Добролюбова Александра Петровича не уберегла даже репутация Милюкова-адепта Белинского. Добролюбов отдаёт должное роли «Очерка» Милюкова: «Следуя мнениям Белинского о русских литературных явлениях, г. Милюков составил тогда очерк развития русской поэзии, — и этот очерк до сих пор не теряет своей правды и значения».
Однако основная концепция книги Милюкова вызвала резкое несогласие критика: «Тогда находил он хорошими только те явления русской поэзии, в которых выражалось сатирическое направление; и теперь не нашел он ничего, что можно бы было похвалить у нас вне сатирического направления. Тогда заключил он свой очерк словами Лермонтова: „Россия вся в будущем“ — и теперь заключает его теми же словами… Ожидаемое будущее ещё не настало для русской литературы; продолжается всё то же настоящее, какое было десять лет тому назад… Мы ещё в том же гоголевском периоде и напрасно ждём так давно нового слова: для него ещё, верно, не выработалось содержание в жизни. Но если не заметно ничего особенно во внутреннем содержании и характере литературы, зато нельзя не видеть, что внешним образом она развилась довольно значительно».
Несогласие Добролюбова вызвали излишние либеральные упования Милюкова на сатирическое, так называемое «гоголевское» направление в русской литературе: «Сатирическое направление, разумеется, хорошо; кто же об этом спорит? Но зачем приходить от него в такой восторг? зачем приписывать ему исправление нравов общества? зачем считать его каким-то двигателем? Стоит всмотреться пристальнее в нашу сатиру, чтобы убедиться, что она проповедовала зады». Не соглашаясь с оценкой роли сатиры до Гоголя, критик не согласился с Милюковым в оценке более поздней сатиры. «Мы же, со своей стороны, признаём только плодотворность сатиры Лермонтова, Гоголя и его школы, — да и то не в таких громадных размерах, как представляет г. Милюков». Мысль Добролюбова о преувеличенном значения сатиры в истории русской литературы поддержал А. В. Дружинин. Он писал: «если мы допустим, что сатира по величию и значению своему превышает все остальные элементы поэзии, то все наши понятия о деле добра и просвещения совершенно извратятся».
Об неверном истолковании Милюковым роли русского фольклора писали А. Н. Пыпин, Н. А. Добролюбов, А. В. Дружинин, А. А. Котляревский. Так, фольклорист А. А. Котляревский, выражая критическое отношение к существовавшему ранее подходу к фольклору, к его романтической идеализации, которая, по его мысли, должна уступить место «спокойному вниманию к историческим судьбам своего отечества», упрекал А. П. Милюкова в том, что книга его для второго издания не переработана в соответствии с достижениями нового времени, когда на смену старой эстетике «пришло строгое изучение факта, под влиянием животворного метода, которым давно уже пользовалось естествоведение». При этом рецензент, будучи учеником Ф. И. Буслаева и русской мифологической школы, уделял преимущественное внимание историческому изучению народной поэзии лишь в «мифологическом аспекте», который представлялся ему единственно верным и научным. Котляревский считал главным недостатком «западников» равнодушие либеральных историков к быту и жизни собственного народа. «Последователи её <либеральной доктрины> везде видят не народ, а государство; всё, что исходит из этого начала, они признают нормальным и законным», — писал он.
Несогласие А. А. Котляревского вызвало также утверждение Милюкова о том, что «Слово о полку Игореве» можно отнести к «последним остаткам героического духа, занесённого к нам воинственными скандинавскими выходцами». Котляревский возражал, что «Слово» является неотъемлемой частью русской народной поэзии и что «сходство, как бы ни было оно велико и поразительно, ещё не доказывает влияния: оно может идти от времён доисторических, от эпохи племенного единства…». «Слово» «от начала до конца пропитано народной мифологией, верованием и преданием».
Советский исследователь фольклора М. К. Азадовский присоединяется к мнению Н. Л. Бродского, поставившего вопрос о правомерности считать А. П. Милюкова учеником В. Г. Белинского; по его словам, необходимо пересмотреть отношение к А. П. Милюкову как к последователю революционера-критика. Следование Милюкова принципам Белинского исключительно формально. В действительности, считает Азадовский, Милюкова следует считать либеральным интерпретатором идей Белинского, выхолащивающим революционную сущность идей великого критика. В подтверждение своей точки зрения советский фольклорист ссылается на тот факт, что Милюков давал отрицательную характеристику русской народной поэзии. Азадовский пишет, что, по мнению Милюкова, в русской народной поэзии нашли отражение тёмные стороны тогдашней жизни царской России. В особенности это касалось народной песни, хотя то же самое, но в меньшей мере, можно отнести к русским народным сказкам, с тем отличием, «что в них, как в поэзии эпической, требующей большего общественного развития, все недостатки должны были выразиться яснее и ещё ярче показать бесплодие и грубость тогдашней жизни».
В русских сказках, по Милюкову, «видна только необузданная фантазия, исполненная преувеличений и грубости». Былины показывают «только преувеличение материальной силы и бедность умственной жизни». Народный юмор, в соответствии с точкой зрения Милюкова, чересчур циничный, выходящий за рамки пристойности и т. д. Иначе говоря, народная поэзия отражала «безобразное состояние нашей народности», — заключал Милюков, — и не являлась предметом для идеализации, чем занимались славянофилы. Милюков в споре о русском фольклоре занял позицию крайнего западника, тогда как его оппоненты А. А. Котляревский и А. Н. Пыпин пытались избежать крайностей как западнической, так и славянофильской доктрины. Пыпин в рецензии на книгу А. Н. Милюкова опирался на идеи Н. Г. Чернышевского, своего двоюродного брата. Чернышевский же видел будущее этнографии как науки об основных элементах человеческой культуры. Пыпин, повторяя ключевые положения Чернышевского, тем самым возводил свою принадлежность к современной «исторической точке зрения, в сущности бывшей продолжением критики Белинского».
Как и Котляревский, Пыпин, ратовал против либерального западничества А. Милюкова, равно как и против консервативного славянофильства. В то время как Милюков в своём труде довольно низко оценивал достоинства русской народной поэзии, полагая её отражением неудовлетворительного состояния российской народности, Пыпин считал совершенно иначе. Проблема древней русской литературы, по Пыпину, состояла в том, что «народный эпос не сделался у нас источником для письменных произведений», как происходило в других странах. «Слово о полку Игореве» представлялось ему таким выдающимся только потому, что оно неразрывно связано с народной поэзией и по форме, и по содержанию. Скудность древнерусской письменности состоит по Пыпину «именно в отдалении от национальных мотивов, которые одни могли дать литературе свежесть и силу».
В споре о роли русского фольклора Добролюбов последовательно возражал Милюкову по всем пунктам. Так называемые «тёмные стороны народной поэзии» по Добролюбову лежат не в народности и не в бытовых условиях жизни, а привнесены извне. «Народная поэзия, как видно, долго держалась своего естественного, простого характера, выражая сочувствие к обыденным страданиям и радостям и инстинктивно отвращаясь громких подвигов и величавых явлений жизни, славных и бесполезных». Однако «при нашествии народа неведомого, ожидания всех обратились, разумеется, к князьям… Но оказалось, что князья истощили свои силы в удельных междоусобиях и вовсе не умели оказать энергического противодействия страшным неприятелям». Таким образом, народ был обманут своими князьями. «Он невольно сравнивал нынешние события с преданиями о временах минувших и грустно запел про славных могучих богатырей, окружавших князя Владимира…» Таким образом, татаро-монгольское иго, христианство, ведущее борьбу с народной поэзией, а также византийское влияние стали теми факторами, которые огрубили народную поэзию. Добролюбов параллельно книге Милюкова делает собственный анализ исторических путей русского фольклора. «Народ не замер, не опустился, источник жизни не иссяк в нём, но силы, живущие в нём, не находят себе правильного и свободного выхода и принуждены пробивать себе неестественный путь и поневоле обнаруживаться шумно, сокрушительно, часто к собственной гибели».
Возражение Добролюбова вызвала также периодизация творчества А. С. Пушкина, которая, с одной стороны, представляла собой три этапа: первый, подражательный «Ариосту и французским поэтам XVIII века», второй, подражательный Байрону, третий — самостоятельный этап. Кроме этого, у Милюкова была ещё одна периодизация творчества Пушкина, которая находилась в непримиримом противоречии с первой периодизацией. В первый период Пушкин, по мнению Милюкова, «явился представителем общественных идей и потребностей, хотя не столько по глубокому убеждению и твёрдому сознанию, сколько по временному увлечению и юношеской пылкости; а поэтому его первые произведения приняты были с восторгом, несмотря на их незрелость». Всё это произошло вопреки якобы подражательному характеру пушкинских произведений этих лет, не имевших никакой связи с русской действительностью. Второй период знаменовал собой отказ Пушкина от вольнолюбивых идеалов молодости — в пользу идей и интересов того общественного круга, в который отныне «поставили его обстоятельства и образ жизни». «И смерть избавила его от печальной необходимости видеть себя живым мертвецом посреди того общества, которое прежде рукоплескало каждому его слову», — заключает свою мысль А. П. Милюков.
В то же время оценка «байронизма» Пушкина Милюковым не вызвала сомнений Добролюбова, свой взгляд на него он ёмко изложил в той же статье «О степени участия народности в развитии русской литературы». По мнению пушкиноведов, Милюковым «в оценке Пушкина дважды оказались не совмещены эстетический и социальный критерий», что явилось следствием компилятивности работы Александра Петровича, не заметившего этих противоречий. Статья Добролюбова явилась «резкой критикой всей концепции развития русской литературы нового времени, которая была предложена Милюковым». «Странный, вопиющий, полный неблагодарности приговор» позднему Пушкину, как «живому мертвецу посреди общества» вызвал также бурное негодование А. В. Дружинина: «Мы слишком много обязаны этому мертвецу, обязаны ему, может быть, более, чем кому-нибудь из людей, живущих и процветающих на свете».
Другой известный критик, Аполлон Григорьев, автор известной формулы «Пушкин — наше всё», в работе «Взгляд на русскую литературу со смерти Пушкина» в журнале «Русское слово» в 1859 году писал так: «Он — наше всё, не устану повторять я, не устану, во-первых, потому что находятся в наше время критики, даже историки литературы, которые без малейшего зазрения совести объявляют, что Пушкин умер весьма кстати, ибо иначе не стал бы в уровень с современным движением и пережил бы самого себя».
Несмотря на резкие высказывания в свой адрес, Милюков уже в следующем году пригласил Григорьева в свой журнал «Светоч». Сложнее обстояло с А. В. Дружининым. Дружинин считался сторонником теории «чистого искусства». Принципы сторонника «чистого искусства» и определили его подход к книге А. П. Милюкова. Дружинин был редактором журнала «Библиотека для чтения», и его редакторская статья о книге Милюкова носила программный характер. Критик проанализировал причины оценок Милюкова и попытался встать над схваткой славянофилов (Н. П. Гиляров-Платонов) и западников. Обе противоборствующие группы Дружинин упрекал за партийную узость, отсутствие масштабного взгляда на русский фольклор, в результате которого как славянофилы, так и западники одинаково далеко находились от подлинного понимания русской народной поэзии. Таким образом, основной упрёк Дружинина Александру Петровичу состоял в односторонности критики Милюкова, полностью устранившего из своей работы вопрос о поэтических свойствах народного творчества, в пылу полемики не сумевшего показать всё разнообразие и многоплановость народной поэзии и её непреходящее эстетическое значение.
Однако спустя два года после полемики, в 1860 году, известный педагог В. И. Водовозов писал: «Книга г. Милюкова до сих пор остается единственным опытом исторического обозрения всей нашей поэзии, и, хотя не назначалась автором в руководство учащимся, она служила для многих пособием при преподавании русской литературы». Появление третьего издания книги Милюкова в 1864 году не вызвало столь бурной дискуссии, как в 1858 году. Как бы подытоживая высказанные ранее суждения, журнал «Нива» в год смерти писателя резюмировал: «Знаток русской словесности, он известен своей книгой „Очерк истории русской поэзии“, вышедшей в 1847 г., полвека служащей учащемуся юношеству пособием к ознакомлению с отечественной литературой и до сих пор занимающей почётное место в педагогической литературе. В этом первом своём серьёзном труде Милюков обнаружил недюжинное критическое чутьё, глубокое понимание задач критики и не малую долю самостоятельности в деле оценки авторов».
Если советские критики отказывали Милюкову в праве считаться последователем В. Г. Белинского, то критики конца XIX столетия предъявляли ему претензии прямо противоположные. Так, С. А. Венгеров, автор «Критико-биографического словаря русских писателей и учёных от начала русской образованности до наших дней» (1889), писал: «Милюков рабски следует Белинскому, а непонимание народной поэзии, как известно составляет, один из тяжких грехов великого критика». Иначе говоря, Милюков был виноват и в недостаточном следовании Белинскому, и в чересчур избыточном.

### Рецензии
«Очерк истории русской поэзии». — СПб., 1847. В типографии военно-учебных заведений. — 229 с.
- «Очерк истории русской поэзии» А. Милюкова. [Рецензия] — Литературная газета, 1847. 30 октября, № 44. С. 701;
- Введенский И. И. «Очерк истории русской поэзии» А. Милюкова. [Рецензия] — Современник, 1847. — Т. 5. № 10. — Отд. III. С. 87—104;
- «Очерк истории русской поэзии» А. Милюкова. Спб., <…> 1847. [Рецензия] — Отечественные записки, 1847. Т. LIV. № 10. Отд. VI. С. 65—72;
- Плаксин В. Т. «Очерк истории русской поэзии» А. Милюкова. [Рецензия] — Финский вестник, 1847 г. Т. 23, № 11, отд. V. Библиография и хроника, стр. 1—9;
- Шевырёв С. П. «Очерк истории русской поэзии» А. Милюкова. [Рецензия] — Москвитянин, 1848, ч. I, № 2, Критика, с. 200—217;
- «Очерк истории русской поэзии» А. Милюкова. Спб. 1847. С. 1—224. [Рецензия] — Библиотека для чтения, 1848, т. LXXXVI, ч. 2, отд. VI, с. 26—36.

«Очерк истории русской поэзии». Изд. 2-е, доп. Типография Э. Веймара — СПб., 1858. — 236 с.
- -бов <Добролюбов Н. А.> «О степени участия народности в развитии русской литературы». — «Очерк истории русской поэзии» А. Милюкова. Второе, дополненное издание. СПб. 1858 г. [Рецензия] — Современник, 1858, кн. 2, отд. 2. — С. 113—167;
- Котляревский А. А. «Очерк истории русской поэзии» г. Милюкова. Изд. 2. СПб., 1858. [Рецензия] — «Отечественные записки», 1858, Т. 117, № 4. Отд. Критика. С. 57—70;
- Пыпин А. Н. «Очерк истории русской поэзии» г. Милюкова. СПб., [Рецензия] «Атеней», 1858, № 25, стр. 545;
- Ред. <Дружинин А. В.> «Очерк истории русской поэзии» А. Милюкова. СПб. 1858 г. [Рецензия] — Библиотека для чтения, № 10, отд. V. С. 1—46.
- Водовозов В. И. «Очерк истории русской поэзии» А. Милюкова. [Рецензия] — Журнал министерства народного просвещения, 1860. Часть CVIII. № 12. Отдел III. С. 146—174;

«Очерк истории русской поэзии». Издание третье, дополненное. — СПб. Издание книгопродавца и типографа М. О. Вольфа. 1864. — (6), 280 с.

## Критические выступления 1850—1880-х годов

### Н. В. Гоголь
На протяжении всей жизни Милюков многократно обращался к творчеству Гоголя. В «Очерке истории русской поэзии» критик сопоставляет Гоголя по влиянию на развитие русской литературы с Диккенсом в английской литературе и отдаёт предпочтение Гоголю: «Но русский поэт, не уступая английскому романисту в знании жизни и художественном создании характеров, превосходит его в сознательности социальной идеи, в глубине взгляда на общество и теплоте гуманистической любви к людям». Лучшие произведения Гоголя, по мнению критика, «Мёртвые души», «Ревизор» и «Тарас Бульба». Впрочем, «Тарас Бульба», считает Милюков, пострадал во второй редакции от авторских переделок «в гомерическом духе». Но и «Тарас Бульба» и «Ревизор» уступают «Мёртвым душам» «по глубокой идее, верной картине нравов, художественному созданию характеров и национальной идее». Лучшее произведение Гоголя «принадлежит к числу немногих великих созданий нашей поэзии, которыми она по справедливости может гордиться».
Среди других произведений Гоголя Александра Петровича особенно интересовала также проблема жизненности гоголевского «Ревизора». Об этом критик писал в воспоминаниях о встрече с Гоголем и Брюлловым в вагоне Царскосельской железной дороги. Этому же посвящён очерк «Современные самозванцы», о событиях, случившихся в 1860-е годы. Мемуарист-критик описывал в очерке то, как он стал свидетелем горячего спора о реальности гоголевского сюжета. «Ну, зачем бы, кажется, толковать в наше время о таком старом вопросе, который десятки лет обсуживался и критикой, и самой публикой? Между тем спор тянулся почти целый вечер». Круг спорящих представлял собой людей вполне почтенных, знакомых не только с литературой, но и с обычной русской жизнью: «студенты, офицеры, доктор, учитель из какого-то казённого заведения и три или четыре дамы, читающие постоянно журналы».
При этом сомнение в реальности гоголевского сюжета высказали всего два-три человека; «всё же остальное общество заявило, что подобный случай представляет у нас явление, не только возможное, но нисколько не исключительное, даже обыденное, естественно вытекающее из строя нашей жизни». Милюков приводит несколько рассказов о подвигах современных Хлестаковых, которые в конечном итоге убеждают скептиков «в возможность завязки и развязки „Ревизора“. Они, кажется, перестали сомневаться в том, что подобные мистификации случаются у нас сплошь и рядом, не только в провинциальных захолустьях, но близь центра и даже в самом центре нашей отечественной цивилизации».

### И. А. Гончаров
Разбором романа «Обломов» Александр Петрович открыл свои критические выступления в журнале «Светоч». Литературовед В. А. Недзвецкий в связи с выступлением Милюкова называет его позицию почвеннической, несмотря на то что Александр Петрович в полном смысле «почвенником» никогда не был. Идейная платформа почвенничества сформировалась к середине 1860 года в литературном кружке Милюкова, но сформировалась она, главным образом, Фёдором Достоевским, Николаем Страховым, Аполлоном Григорьевым, в то время как свою статью об «Обломове» Милюков начал писать ещё до возвращения Ф. М. Достоевского из сибирской ссылки. Милюков проделал идеологическую эволюцию от западника до очень умеренного либерала и в письме Г. П. Данилевскому признавался, что настоящие «почвенники» (Ф. М. Достоевский, Н. Н. Страхов) относились к его идейным устоям с подозрением («меня, кажется, считают там недостаточно крепким почве»).
Роман Гончарова вызвал ряд принципиальных критических замечаний Милюкова. По мнению Недзвецкого, критик отказывался «принимать <…> за живую, действительную личность» героиню романа Ольгу Ильинскую. Милюков задаётся вопросом, могла ли Ольга ответить Обломову взаимностью? Убедительно ли мотивировал в своём романе Гончаров чувство своей героини к Илье Ильичу? А. П. Милюков отрицает такую возможность: «Положим, девушка и заинтересовалась как-нибудь этой сонной и ветхой натурой; но это могло быть разве минутной прихотью, капризом головы и воображения, а не увлечения сердца. Возможно ли, чтоб умная и образованная девушка долго и постоянно могла любить человека, который беспрестанно зевает в её присутствии и даёт понять на всяком шагу, что для него любовь „есть только тяжёлая служба“». Современный исследователь считает, что именно в этом вопросе Милюков неправ, и у Ольги было достаточно мотивов для проявления своего чувства. Отрицательной характеристики заслужил ещё один персонаж романа «Обломов» — Штольц. Критик ставил в вину Штольцу заботу лишь «о собственной карьере без всякой любви к своей полуродине». Недзвецкий соглашается с мнением Милюкова о том, что Гончарову, как и многим другим русским писателям, не удалось творчески-убедительно «создать вечно неудающийся нам положительный тип».
Литературовед М. В. Отрадин отмечает, что Милюков, «в отличие от многих, писавших об „Обломове“, <…> увидел в романе клевету на русскую жизнь». Возражая Н. А. Добролюбову, Милюков писал: «кто во всём нашем современном обществе видит одну только „обломовщину“, тому мы укажем на Петра, Ломоносова, Дашкову, Пушкина». Милюковым «впервые был выражен особый, позднее получивший некоторое распространение взгляд на прозу Гончарова, который больно задевал самого романиста. В авторе „Обломова“ видели лишь блестящего бытописателя, не более того». Гончаров, по словам Милюкова, писатель, которого можно поставить рядом с Гоголем по художественной живописности его произведений, но главные герои романа Гончарова, основная мысль его произведения, его интерпретация российской действительности — в корне неверны. История Ильи Обломова — лишь частный нездоровый случай, в то время как апатия всего русского общества, по Милюкову, явилась результатом «внешнего гнёта». Таким образом, заключает критик, не будет гнёта, и апатия пройдёт сама собой. В Российской империи эпохи александровских реформ Милюков видел все предпосылки для этого.
Исследователи отмечают, что многие критики романа (и Милюков в их числе) сходились в одном: судьба Обломова была соотнесена Гончаровым с судьбами России в целом. Милюков первым возводил тип Обломова к герою поэмы Аполлона Майкова «Две судьбы» — Владимиру, персонажу онегинско-печоринско-рудинской категории «лишних людей». И если в людях этого типа критик находил «живую силу, испорченную только средою и жизнью», то «…лень и апатия Обломова происходят не столько от воспитания, как от негодности самой его натуры, от мелкости умственных и душевных сил». Литературовед А. Г. Цейтлин не соглашается с таким мнением Милюкова: «Илюша времён его детства и даже юности нисколько не „мелок“ душою, у него живой, восприимчивый, мечтательный характер, жадная любознательность и проч.» Слишком прямолинейным и неоправданным находят комментаторы Гончарова уподобление Обломова Владимиру, которого они называют так: «во всём разуверившийся и циничный герой последней главы поэмы Майкова». Исследователи Гончарова утверждают, что сравнивая двух персонажей, «критик чересчур мягок к опустившемуся мизантропу поэмы Майкова и чрезмерно суров к деликатному и сердечному Илье Ильичу Обломову».
Журнал братьев Достоевских «Время» в анонимной статье «Гаваньские чиновники в домашнем быту, или Галёрная гавань во всякое время дня и года. (Пейзаж и жанр) Ивана Генслера», приписываемой комментаторами Аполлону Григорьеву, поддержал мнение А. П. Милюкова о романе И. А. Гончарова. Милюковский разбор романа «Обломов», по мнению А. А. Григорьева, можно назвать «прекрасно написанным».
Размышляя о характере комизма И. А. Гончарова, Милюков заключает: «Но это не комизм Гоголя, оставляющий после себя болезненное чувство негодования и желчи, а комизм, полный добродушия и грациозной мягкости». И. А. Гончаров был цензором второго издания книги А. П. Милюкова «Очерк истории русской поэзии». СПб., 1858.

### И. С. Тургенев
Милюков познакомился с Тургеневым в феврале 1859 года. 10 марта он писал Л. Н. Вакселю: «На днях был у Тургенева (с которым познакомился перед масленицей». Александр Петрович следил за тургеневским творчеством и к оценке его произведений возвращался неоднократно. В том же письме Вакселю он писал: «Он напечатал роман „Дворянское гнездо“. Это одна из лучших его вещей. Последний месяц все о нём толковали…» Накануне выхода романа «Отцы и дети» критик сообщал Г. П. Данилевскому: «Читающая чернь ждёт с подобострастием появления нового романа Тургенева, привезённого им из Парижа в „Русский вестник“». Фраза может говорить как о неприязненном отношении Милюкова к творчеству Тургенева, так и о проявлении журнальной борьбы за «своего» читателя. Исследователь И. Т. Трофимов называет Милюкова талантливым критиком и историком литературы, а его литературные оценки нередко спорными и противоречивыми. В качестве примера таких противоречий он называет недооценку Милюковым гениального дарования Л. Н. Толстого и М. Е. Салтыкова-Щедрина, скептическое отношение к произведениям Тургенева 1860-х годов, хотя и сопровождаемое дежурными похвалами по адресу «маститого романиста».
О сдержанном отношении к творчеству Тургенева говорит письмо Милюкова от 24 декабря 1871 года: «Говорят, Тургенев написал новый роман, но если это и правда, то едва ли можно ждать чего-нибудь хорошего. Последние его повести показали, что он отстал от русской жизни». Такое мнение о Тургеневе было расхожим в русской критике 1870-х годов. Тем удивительнее, считает И. Т. Трофимов, узнать от Милюкова его лестное мнение о произведениях Тургенева 1880-х годов «Песнь торжествующей любви» и «Клара Милич», получившие в русской критике разноречивые оценки: «Новая повесть И. С. Тургенева „Клара Милич“ не затрагивает никакого современного вопроса и не касается никакой
злобы дня. Она принадлежит к тому роду искусства, который отрицается всем направлением „Вестника Европы“: в ней нет тенденции». Такое суждение ещё не означает похвалу Тургеневу, но оно заключает в себе некоторую переоценку взглядов на творчество русского писателя-эмигранта, от которого привыкли ждать злободневной «идейной» прозы в «идейном» органе, каким считался либеральный ежемесячник «Вестник Европы».
Обращаясь к тексту повести, Милюков делает следующий вывод: Тургенев представил на суд своим читателям «те поэтические узоры, которые самой простой фабуле придают жизненную прелесть. Несмотря на некоторую эксцентричность в характере лиц и фантастическую исключительность в развязке рассказа, он приковывает к себе читателей своими подробностями и самостоятельностью взгляда, свойственного истинному дарованию. Почитателям Тургенева повесть эта должна быть особенно приятна, как доказательство, что наш романист, несмотря на свои лета и продолжительную болезнь, не утратил ещё таланта».
Говоря о «Песни торжествующей любви», Милюков рассматривает две группы критиков тургеневского творчества. Первая группа критиков, по Милюкову, считает, что «Тургенев, утратя присущую ему некогда чуткость к живым общественным интересам и насущным вопросам нашего времени, окончательно пережил свой талант и никого уже не привлечёт сказками в фантастическом роде…», тогда как другая группа критиков полагает, что взгляд Тургенева на Россию из прекрасного далёка «не позволяет ему внимательно следить за явлениями русской жизни, доказательством чему служит его „Дым“ и „Новь“», поэтому «теперь единственным выходом для таланта нашего романиста может быть обращение к чистой сфере художественного вымысла». В противоположность мнениям таких критиков Милюков предлагал обойти разрешение вопроса, действительно ли Тургенев утратил понимание реального течения русской жизни. Обращение писателя к средневековой итальянской легенде не обязательно должно было означать потерю его интереса к русской действительности. «Его „Песнь торжествующей любви“ — очевидно не что иное, как легкий эскиз, набросанный в свободное время, при другой более капитальной работе». И пусть там нет определённо высказанной идеи, рассказ вполне самобытный и не лишён интереса: «в постановке лиц и некоторых сценах видно знакомое русским читателям тонкое перо даровитого художника». Одновременно Милюков встал на защиту Тургенева от упрёков его творчества в цинизме: «В „Песни торжествующей любви“ так же мало цинизма, как например в „Русалке“ Пушкина».
В некрологе П. И. Мельникову-Печорскому, Милюков упомянул Тургенева наряду с самыми выдающимися представителями русской литературы: «Вместе с Гончаровым, Тургеневым, Писемским, графом Л. Толстым он, П. И. Мельников (Андрей Печерский), служит одним из представителей художественной школы, ознакомившей русское общество с разными сторонами его жизни и осветившей её внутренний смысл».

## Отзывы об А. П. Милюкове

### Свидетельства современников
По отзывам современников, Александр Петрович Милюков обладал невыразительной внешностью: был невысокого роста, хрупкого телосложения. При этом он обладал мягким, добрым, отзывчивым характером, за что пользовался симпатией друзей и учеников. Один из них, воспитанник Второй петербургской гимназии, писатель и путешественник Борис Корженевский (псевдоним Вещий Баян) в память о нём оставил словесный портрет Милюкова в воспоминаниях «Наш учитель», опубликованных в «Журнале для всех» за 1899 год. Корженевский описывал своего учителя так: «странный, добрый, живой старичок», «худенький, небольшого роста, седой, с умным открытым лицом, с большим лбом, казавшимся ещё более высоким от огромной лысины, с гладко-причёсанными висками, с тихой кротко-задумчивой улыбкой, с ярко-блестящими, не по-старчески живыми глазами». Мемуарист вспоминал о своих гимназических годах, когда ему и его товарищам было по 13—15 лет, когда все они были беззаботными шалунами, полными жизни и задора и мало слушавшими других, «но перед этим наставником мы благоговеем. Мы его любим все, даже Вася Козлов, который дома мучает кошек, и у которого, говорят, злое сердце…» «Он первый и… последний обласкал нас в холодных гимназических стенах, и с тех пор послушно и с любовью мы идём на его зов, властный и пленительный, слушаем с благоговением его странные речи…»
В свою очередь, А. П. Чехов назвал воспоминания Корженевского о Милюкове поэмой (они и в самом деле были написаны ритмической прозой) и рекомендовал опубликовать их в журнале «Жизнь».
Н. Г. Чернышевский, познакомившийся с А. П. Милюковым у И. И. Введенского, писал М. И. Михайлову: «Милюков Александр Петр<ович>, который обыкновенно пишет в „От<ечественных> зап<исках>“ разборы, славный человек <…> Городков, Рюмин, Милюков стоят того, чтобы с ними познакомиться». Но отношение к Милюкову претерпевало изменения: «Этот Милюков говорит в социалистическом духе, как говорю я, но мне кажется, что это у него не убеждение, как у Ир. Ив. или у меня, что у него не ворочается сердце, когда он говорит об этом, а так это только говорит он». Впрочем, позднее прохладное отношение Чернышевского к Милюкову изменила книга последнего «Очерк истории русской поэзии» и рекомендация Г. Р. Городкова. После этого Чернышевский так отозвался об Александре Петровиче: «В самом деле порядочный человек».
Из показаний Ф. М. Достоевского следственной комиссии по делу Петрашевского: «Милюкова, казалось мне, все любили за весёлый и добродушный характер; сверх того, он мастер рассказывать анекдоты — и вот его главные особенности», «умеет хорошо рассказывать и заставить себя слушать».
Мнение А. Г. Достоевской о первой встрече с Милюковым, записанное в дневнике 1867 года, но задним числом описывающее события октября 1866 года, когда она ещё робела перед друзьями Ф. М. Достоевского: «Раз как-то был ещё Милюков, который мне очень не понравился. Это маленький, рябенький старичок, очень ядовитого свойства, он очень почтительно со мной раскланялся, и Федя представил меня ему как стенографистку. Он тоже спросил, не родственница ли я поэту Сниткину, который недавно умер в Максимилиановской лечебнице. Я отвечала, что нет. Они несколько времени ходили по комнате, разговаривали о политике. Потом он ушёл и больше я его ни разу не видела». Мемуаристка писала, что кроме А. П. Милюкова, А. Н. Майкова, И. Г. Долгомостьева к Достоевскому во время её работы над рукописью романа «Игрок», никто не приходил. Она сообщила о причине неудобства своей работы на квартире Достоевского: «Я была этому <уходу Милюкова> очень рада, потому что мне всё-таки не хотелось, чтобы меня очень многие видели у него, ведь он мужчина вдовый, а люди так злы, что они непременно начали бы говорить, что у нас между собой дело не чисто». Позднее, в «Воспоминаниях», А. Г. Достоевская писала о Милюкове более сдержанно, но приязненным её отношение к нему так никогда и не стало. Несколько ироничное, но, скорее, благожелательное мнение Е. Н. Опочинина о А. П. Милюкове относится ко времени 1887—1888 годов:

Это маленький, худенький старичок в какой-то тёмной раскрылившейся визиточке и совсем старомодных светло-серых брюках. Голый череп, лишь на затылке и на висках обрамлённый седыми волосиками, кустистые седые брови, из-под которых смотрят небольшие, но живые глаза; густые, совершенно белые усы и всё сморщившееся личико красноречиво говорят, что на плечах Александра Петровича почиет много десятков лет. В качестве подробности, дорисовывающей эту типичную фигурку сороковых годов, в руках его трубка с аршинным черешневым чубуком. Он попыхивает ею, характерно согнутым указательным пальцем придерживая чубук, и синий дымок поднимается вверх и плавает в комнате. <…> Милюков уединился с Данилевским и в уголке ведёт с ним тихую беседу. Хитренький старичок что-то очень ухаживает за звездоносным редактором «Правительственного вестника». Он услужливо кладёт ему в чай ломтик свежего лимона, подливает ромку, предлагает печенье. Ведь А. П. Милюков едва ли не самый плодовитый сотрудник «Правительственного вестника» по отделу библиографии: каждую неделю в этой газете помещается строк четыреста-пятьсот его статей, а то и больше, и так круглый год, а по гривенничку за строчку это составит от пяти до шести тысчонок в год. Ну, жить старичку и можно.— Е. Н. Опочинин «Александр Петрович Милюков и его вторники»

### Оценки современных писателей
Советская писательница Дора Брегова в документальном романе «Счёт до единицы: Фёдор Достоевский под бременем страстей и раздумий» (1984) использовала противоречивый образ Милюкова в речевой характеристике Аполлона Григорьева для изображения нетрезвого образа жизни последнего. Григорьев в пьяном угаре так говорит Достоевскому: «Но, на мой взгляд, уж лучше пить, чем жить такой добропорядочной жизнью, как эта старая б…, наш милый Александр Петрович Милюков». В действительности связь А. П. Милюкова с З. В. Нарден была известна ещё за год до смерти А. А. Григорьева в 1864 г. Писатель Игорь Волгин для создания образа бескомпромиссного и импульсивного Достоевского-петрашевца среди прочих свойств Милюкова-петрашевца выделяет его законопослушие и осмотрительность.

## Адреса в Петербурге
- 1860-е гг. — Офицерская улица, д. 5 (дом С. Якобса).
- 1870—1880-е гг. — Офицерская улица, д. 18 (дом С. О. Китнера), кв. 5.